# Biserica de lemn din Muncelu Mare

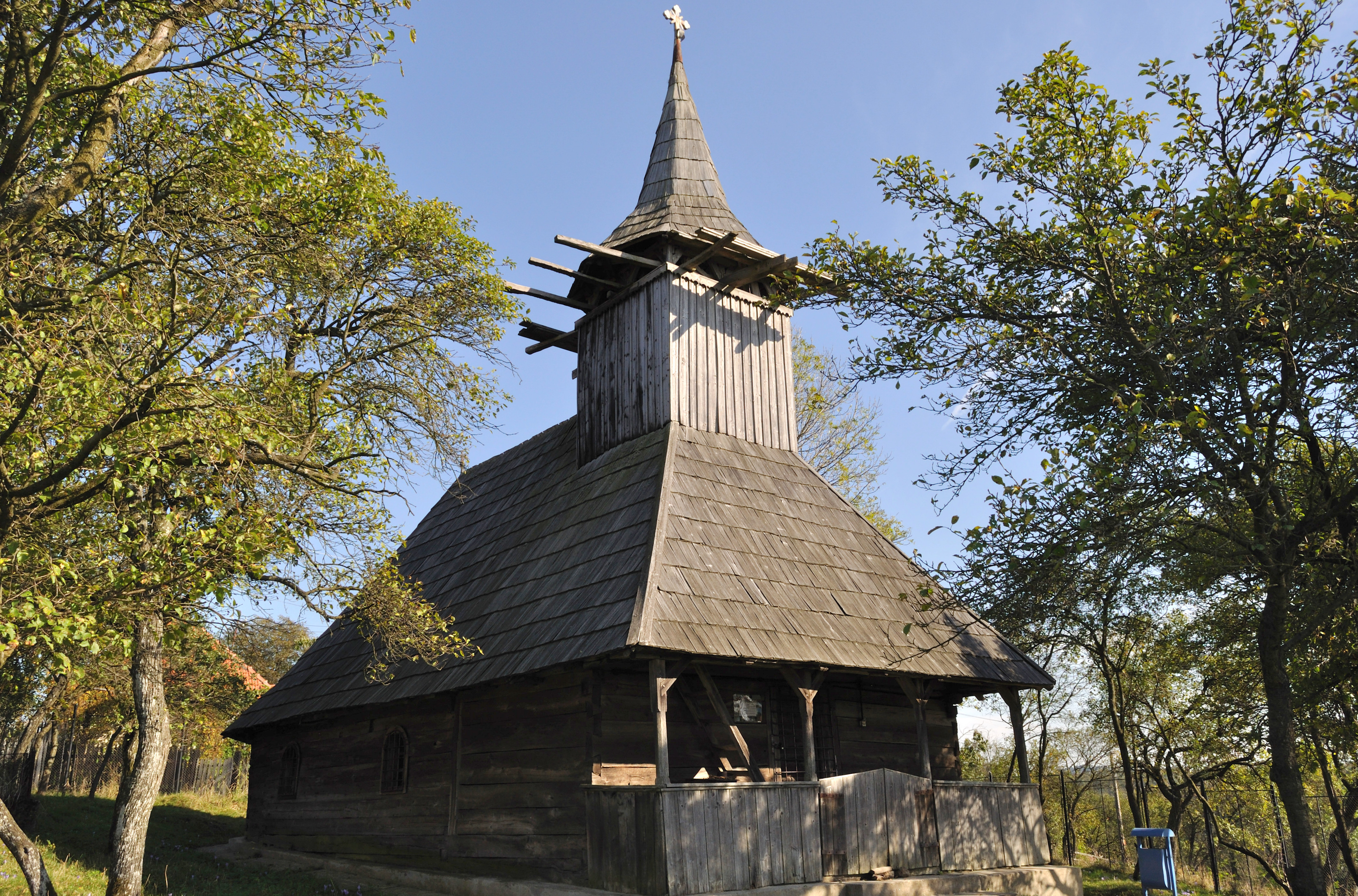
Biserica de lemn „Duminica Tuturor Sfinților” din satul Muncelu Mare, comuna Vețel, județul Hunedoara, foto: septembrie 2010.

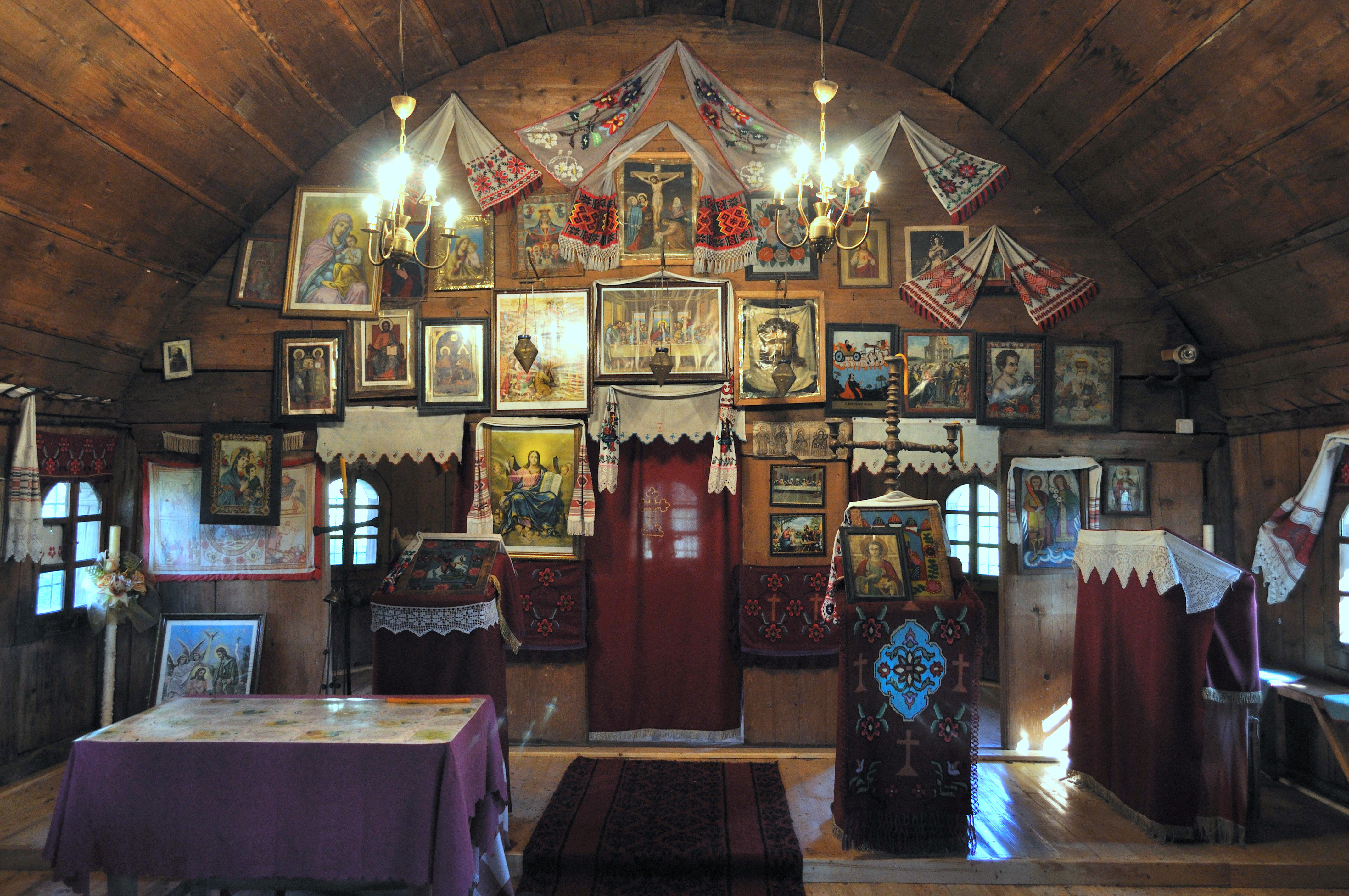
Interiorul navei

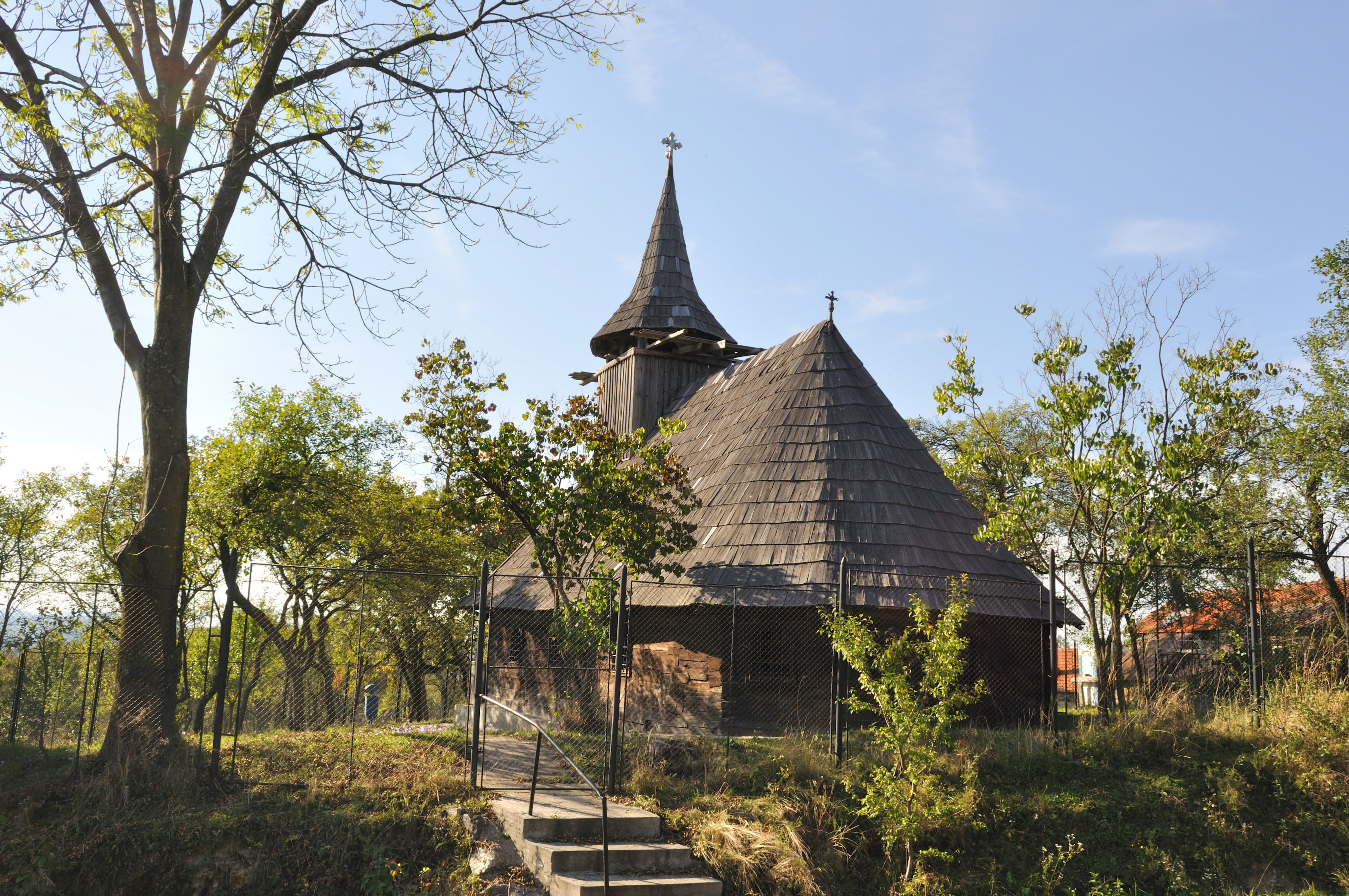
Biserica văzută de peste drum

Biserica de lemn din satul Muncelu Mare, comuna Vețel, județul Hunedoara, a fost construită în secolul XVIII (1762). . Are hramul „Duminica Tuturor Sfinților”. Biserica figurează pe lista nouă a monumentelor istorice, cod LMI HD-II-m-A-03367.

## Istoric și trăsături
Începuturile bisericii „Sfinții Arhangheli Mihail și Gavriil" din satul Muncelu Mare, inclusă pe lista monumentelor istorice românești (HD-lI-m- A-03367), sunt învăluite în negurile istoriei; antimisul dăruit de episcopul ortodox Dionisie Novacovici în anul 1762 semnalează, mai degrabă, o amplă renovare, iar nu ctitorirea propriu-zisă. Înscris, planimetric, în categoria edificiilor de plan dreptunghiular, biserica prezintă, în cazul absidei, particularitatea terminației heptagonale nedecroșate, caracteristică vechilor ctitorii de lemn bănățene. Deasupra pronaosului tăvănit, precedat de un pridvor îngust, se înalță o clopotniță scundă, cu un foișor deschis și un coif conic.
Căptușeala interioară de scânduri a fost împodobită, în vechime, cu valoroase xilogravuri, biserica constituind, din acest punct de vedere, cel mai elocvent exemplu de narare a programului iconografic specific lăcașurilor de cult ortodoxe cu ajutorul acestor producții artistice și, totodată, cea mai bogată grupare a creației meșterului xilograf Gheorghe Pop; executate în perioada 1805-1824, acestea se găsesc în prezent în custodia Arhiepiscopiei Aradului. În altă colecție de artă, anume cea a Protopopiatului Ortodox Orăștie, se află o icoană pe sticlă cu reprezentarea „Răstignirii”. Dintre renovările la care a fost supus lăcașul, cunoscute sunt doar cele din anii 1812 și 2007. În cazul primului șantier, cu caracter de rectitorire, trebuie luată neapărat în calcul varianta unei strămutări, de vreme ce pe harta iosefină a Transilvaniei (1769-1773) lăcaşul figurează pe un alt amplasament, anume la intrarea în sat. În acest nou loc îl înscriu comisiile de recenzare din 1805 şi 1829-1831.

## Imagini din exterior

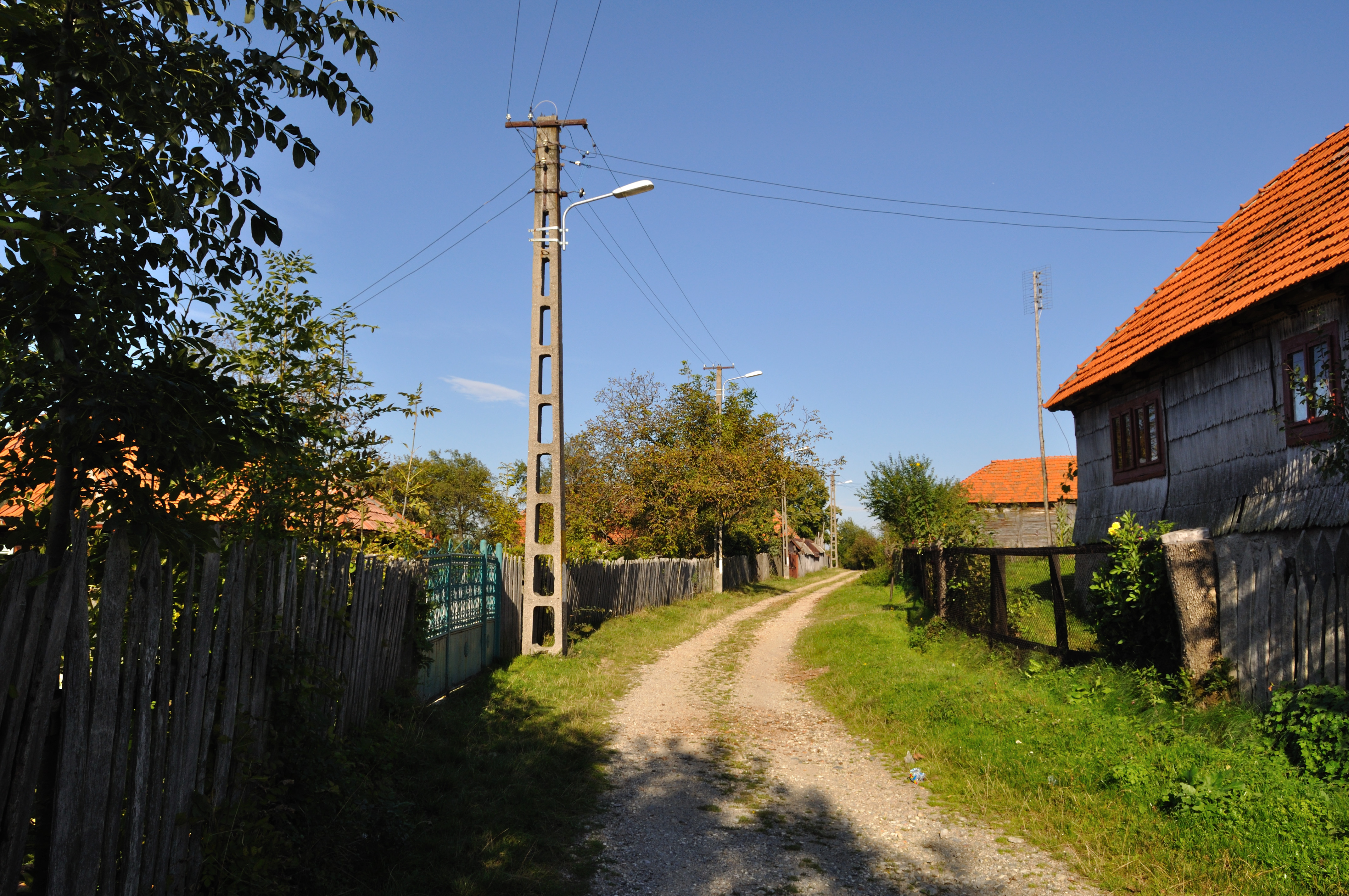
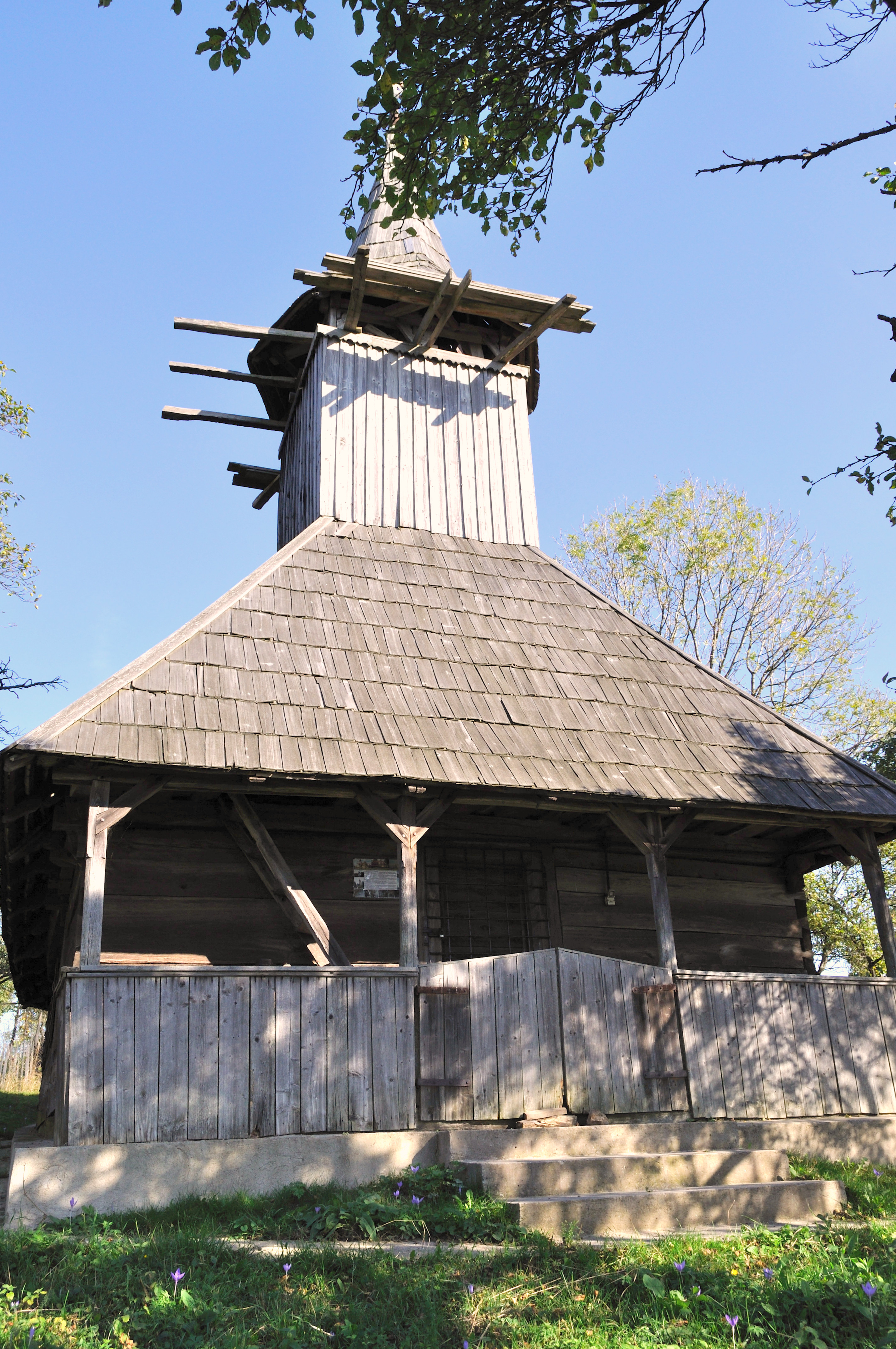
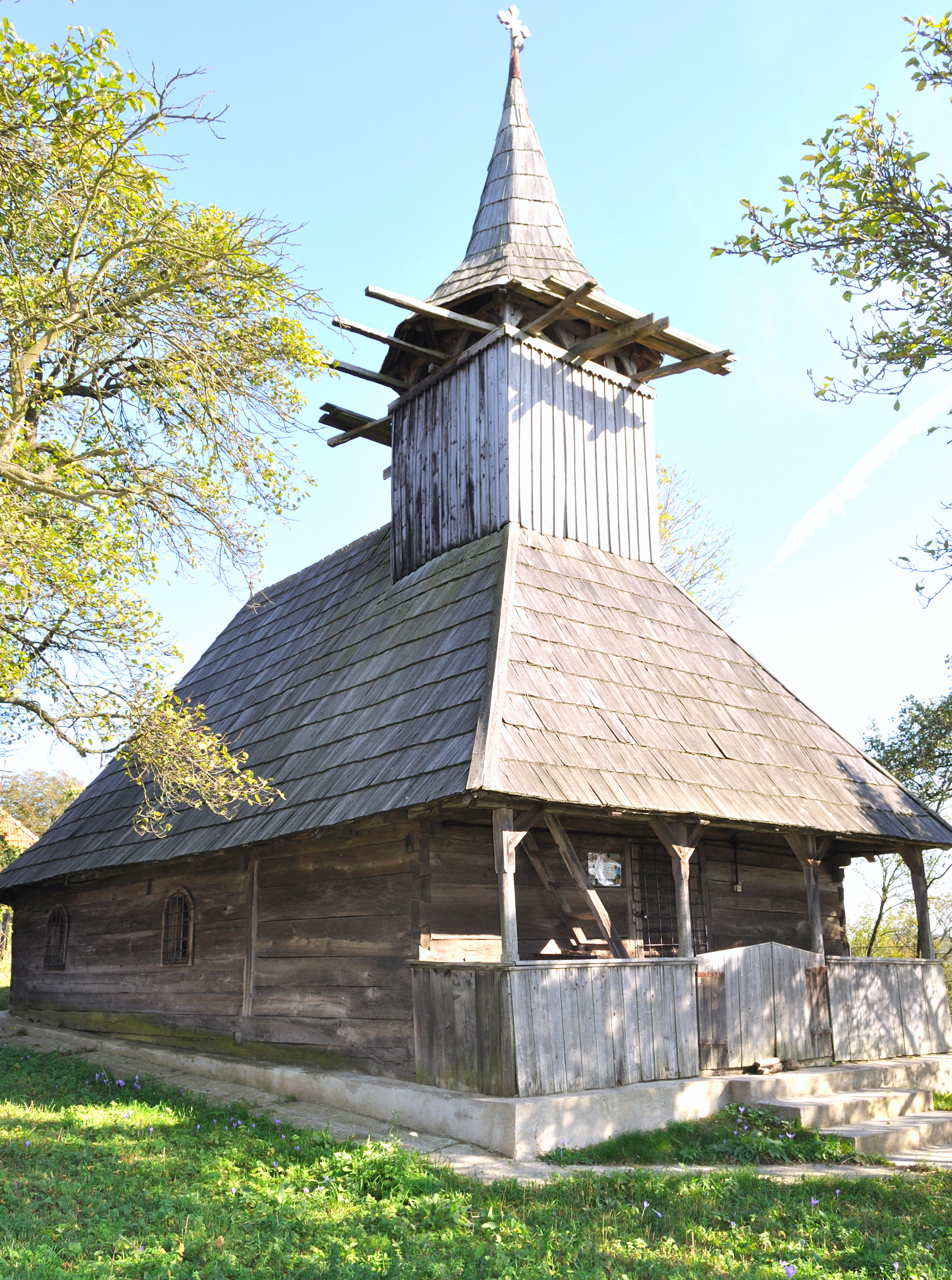
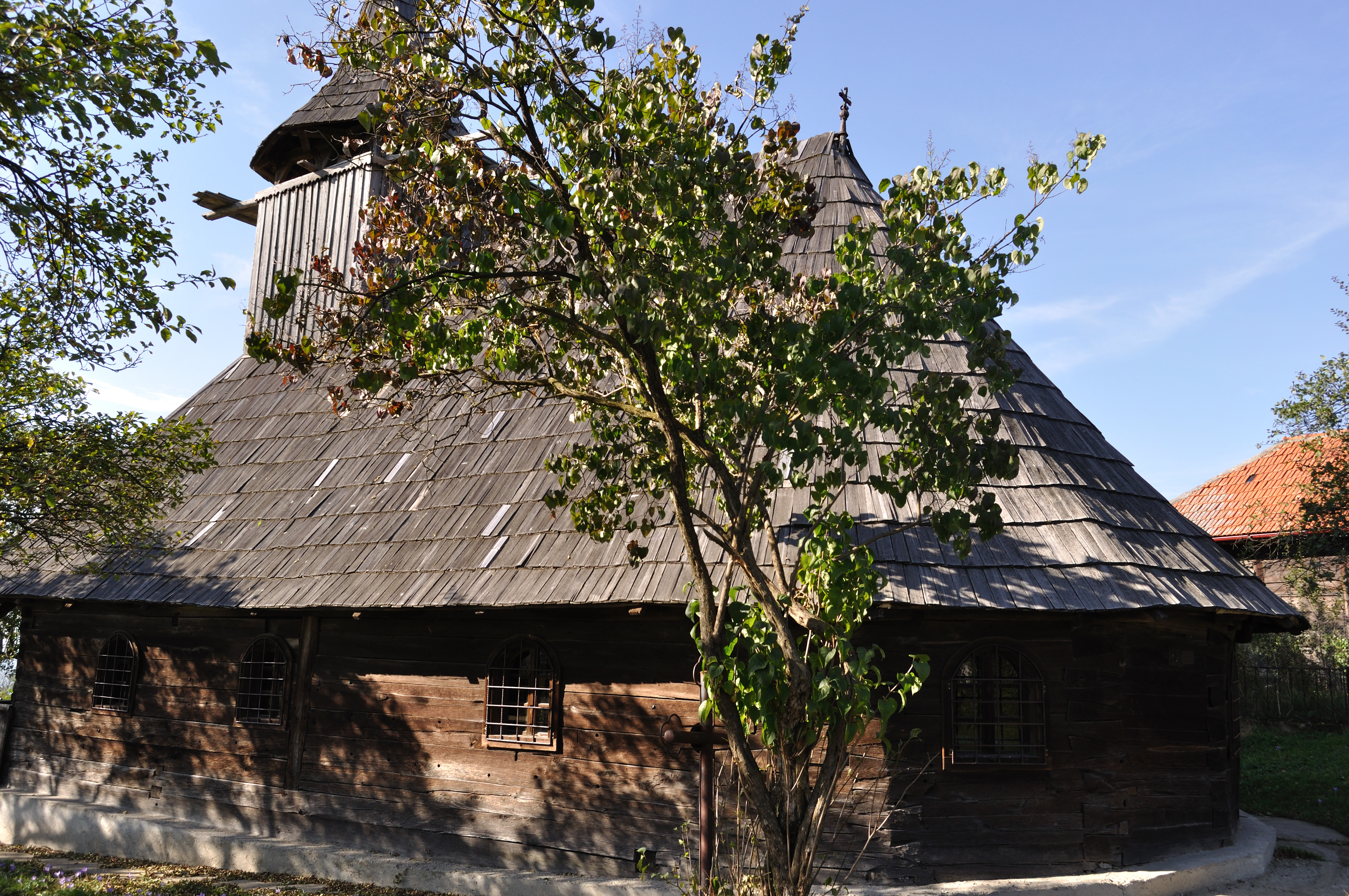
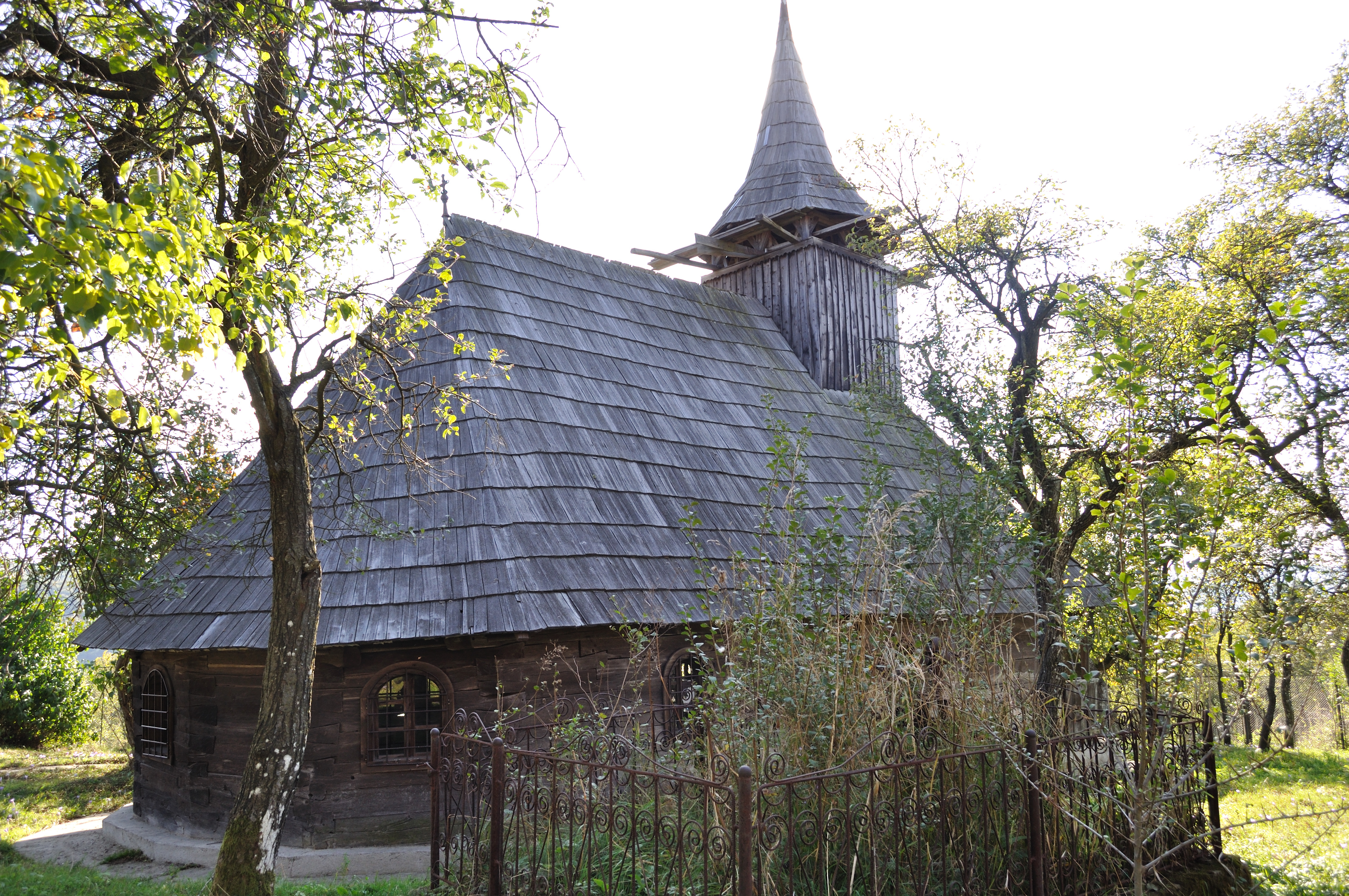
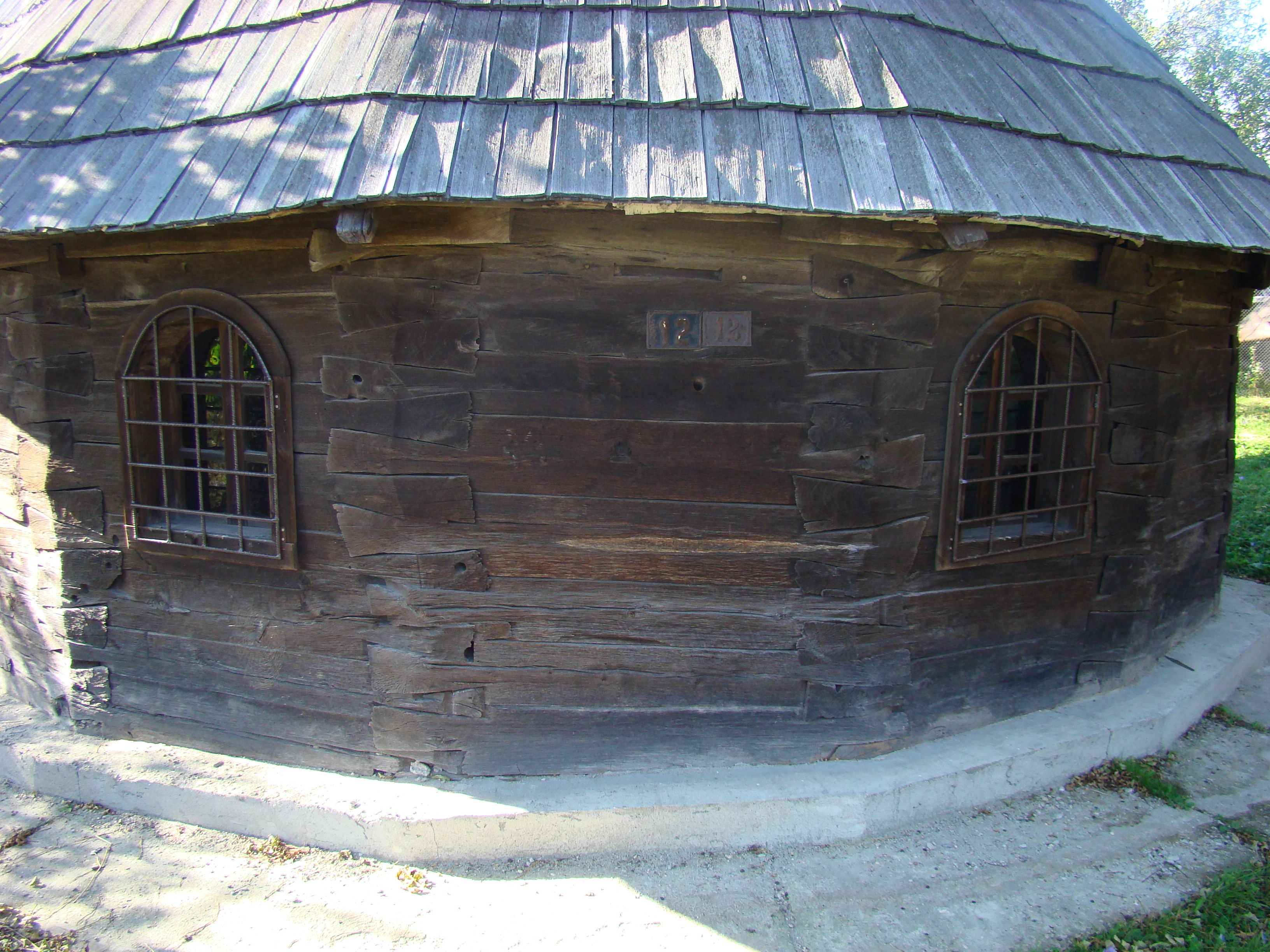
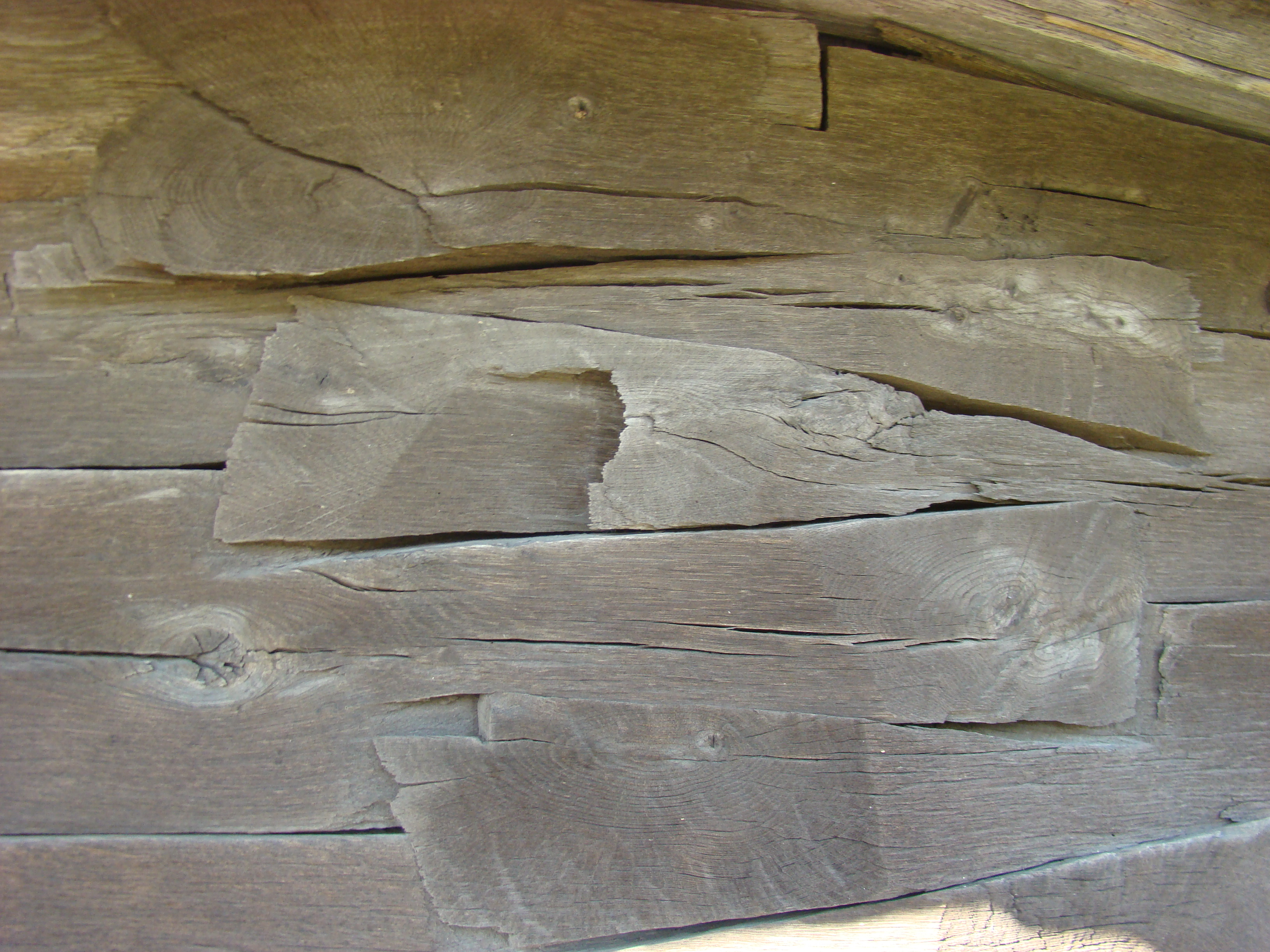
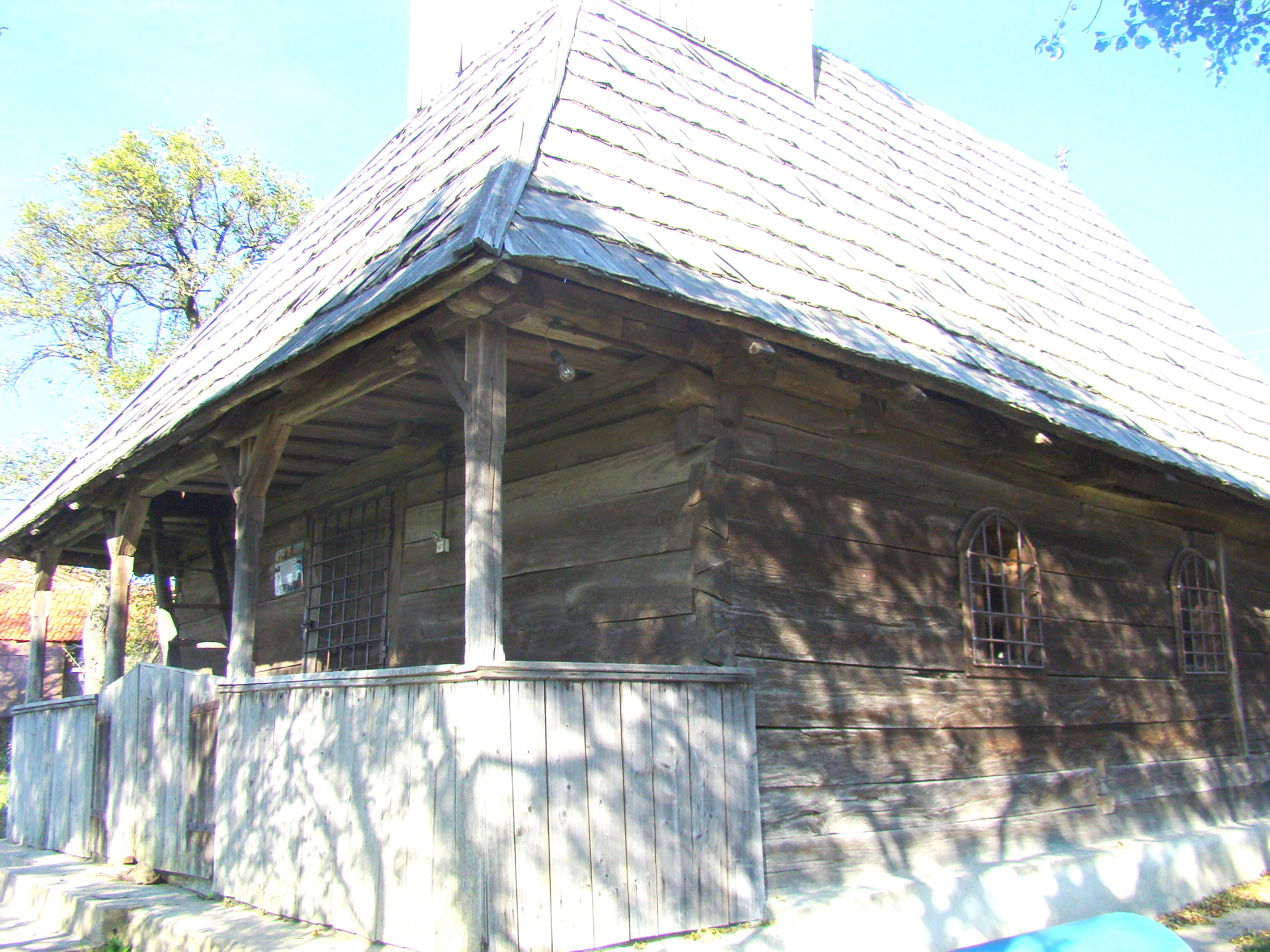
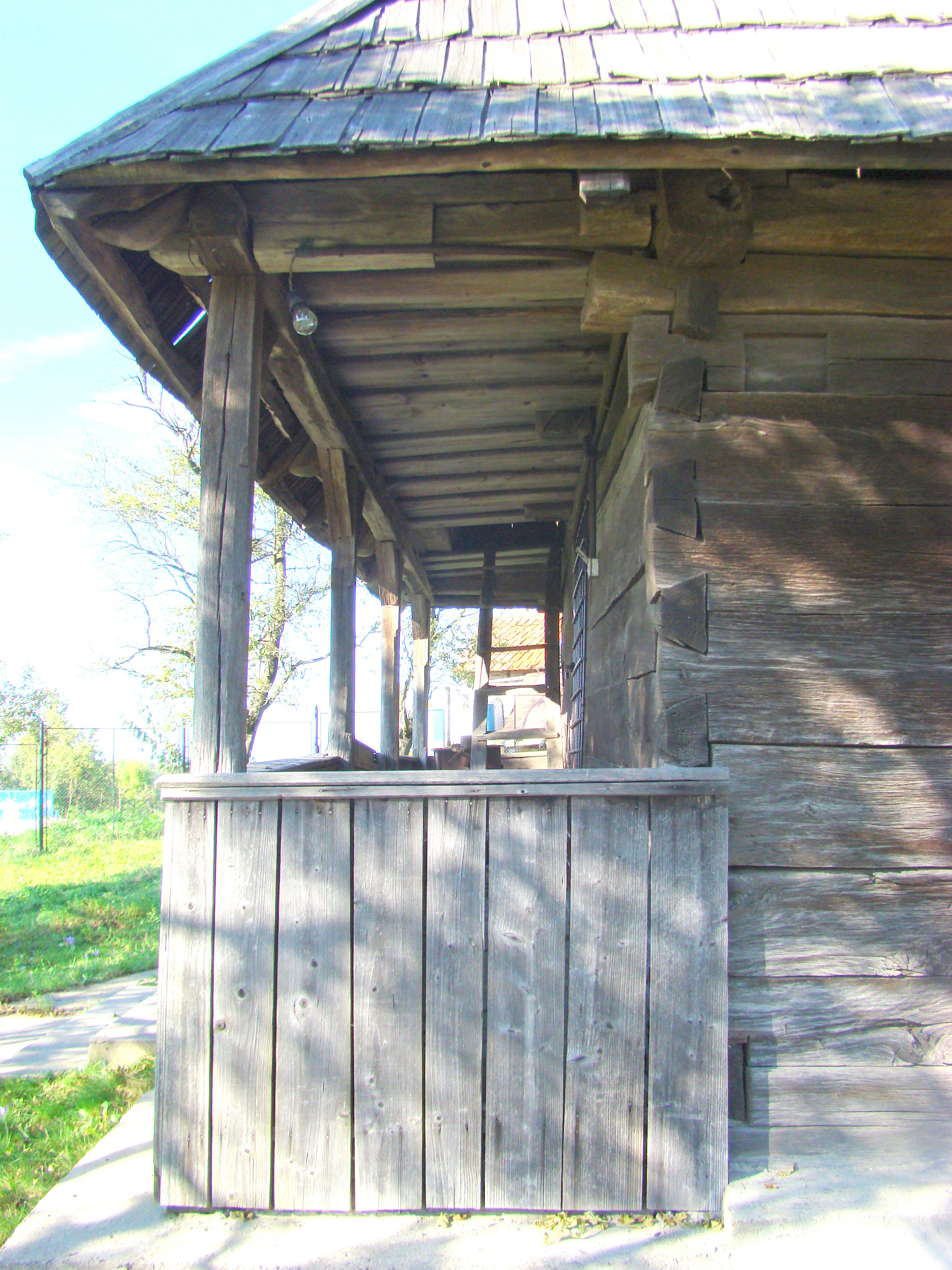
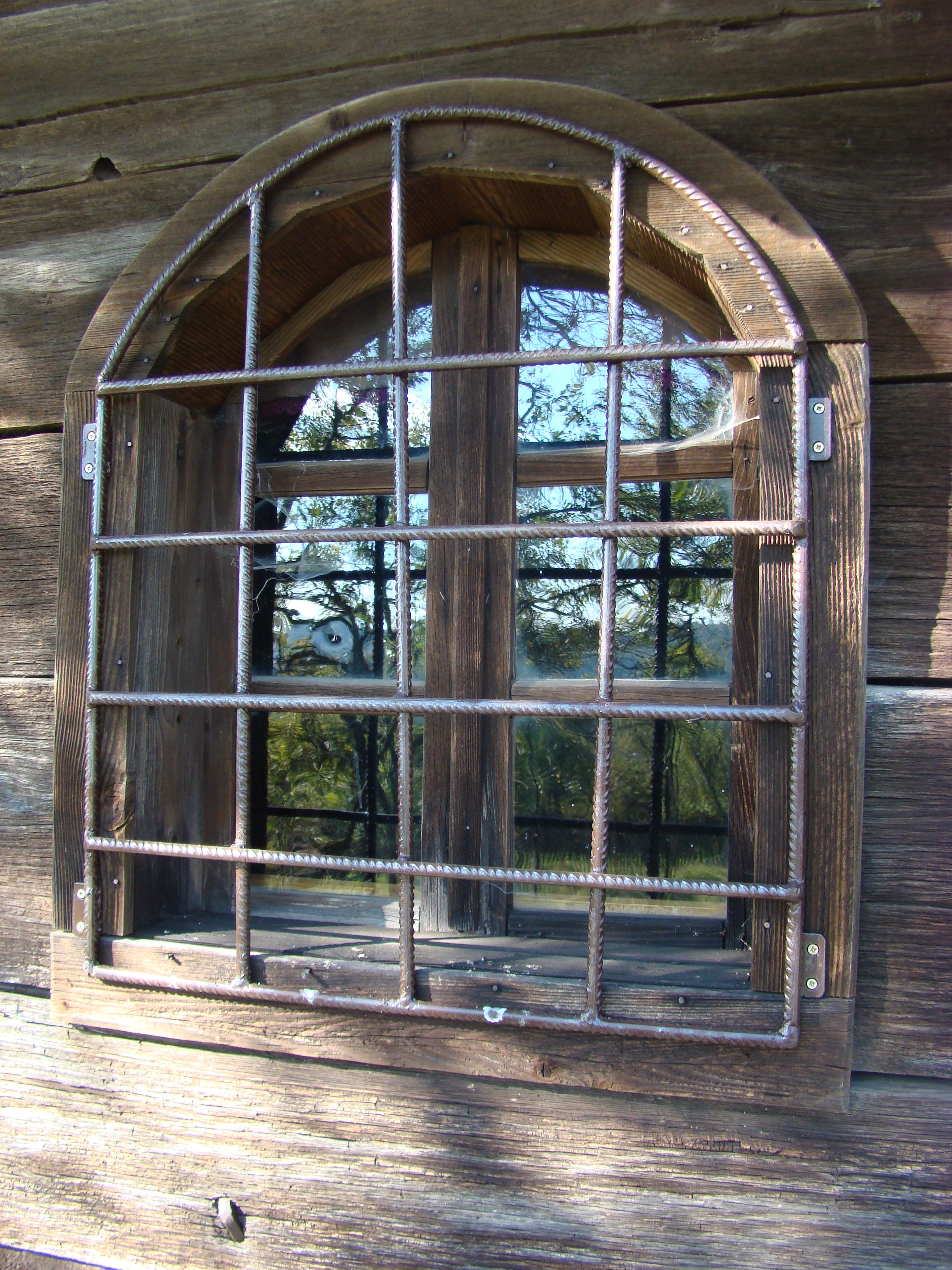
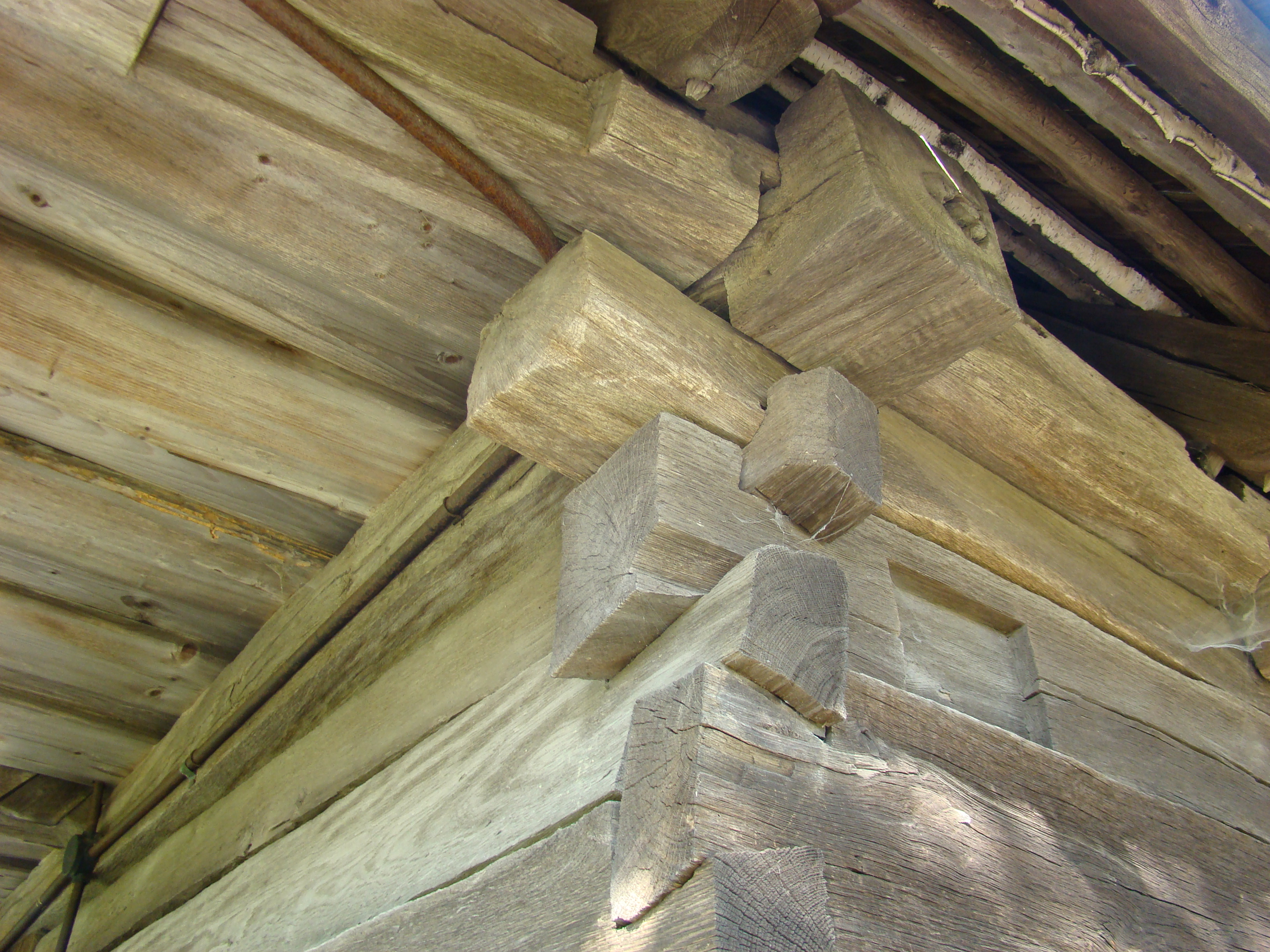
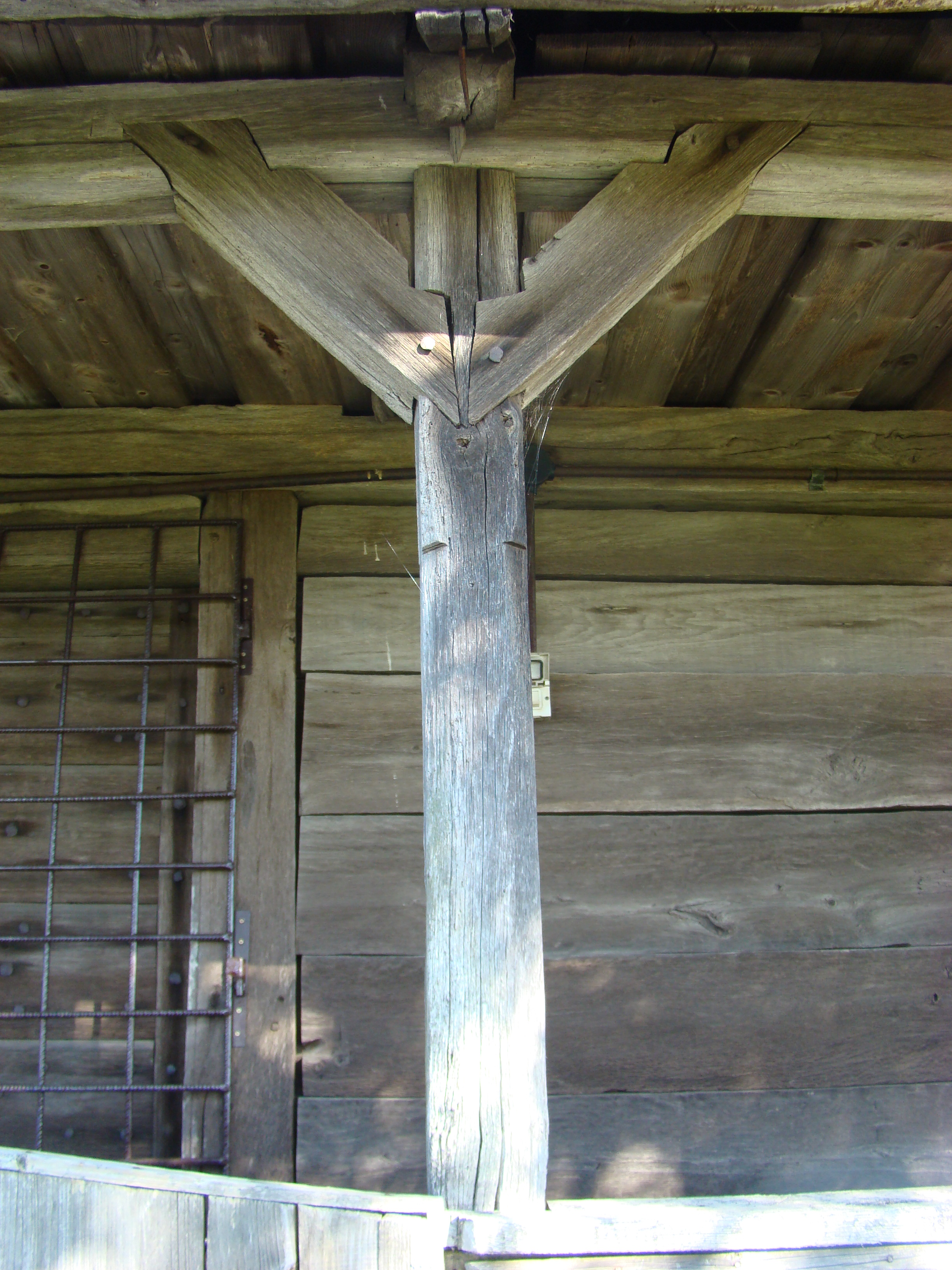
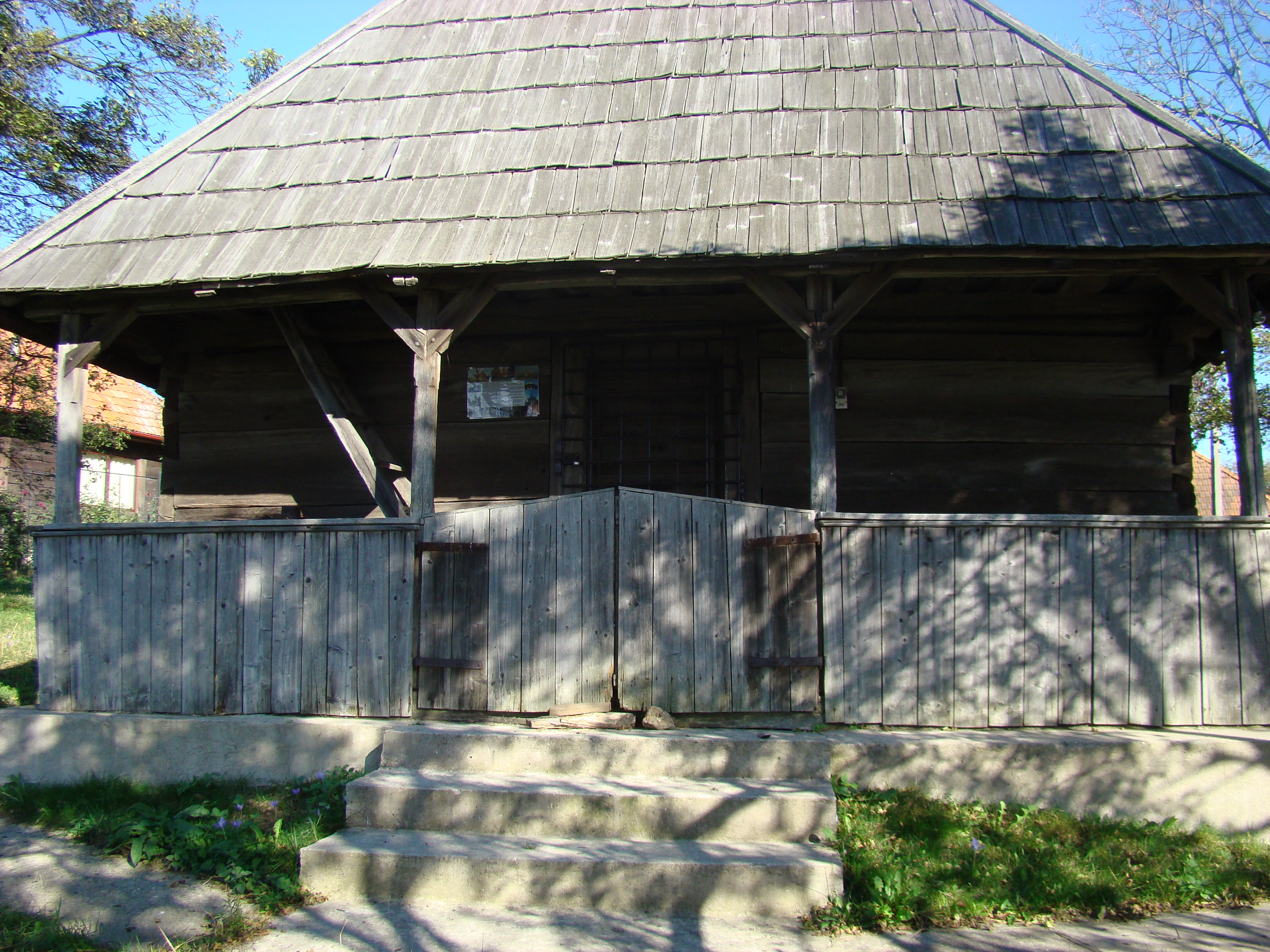
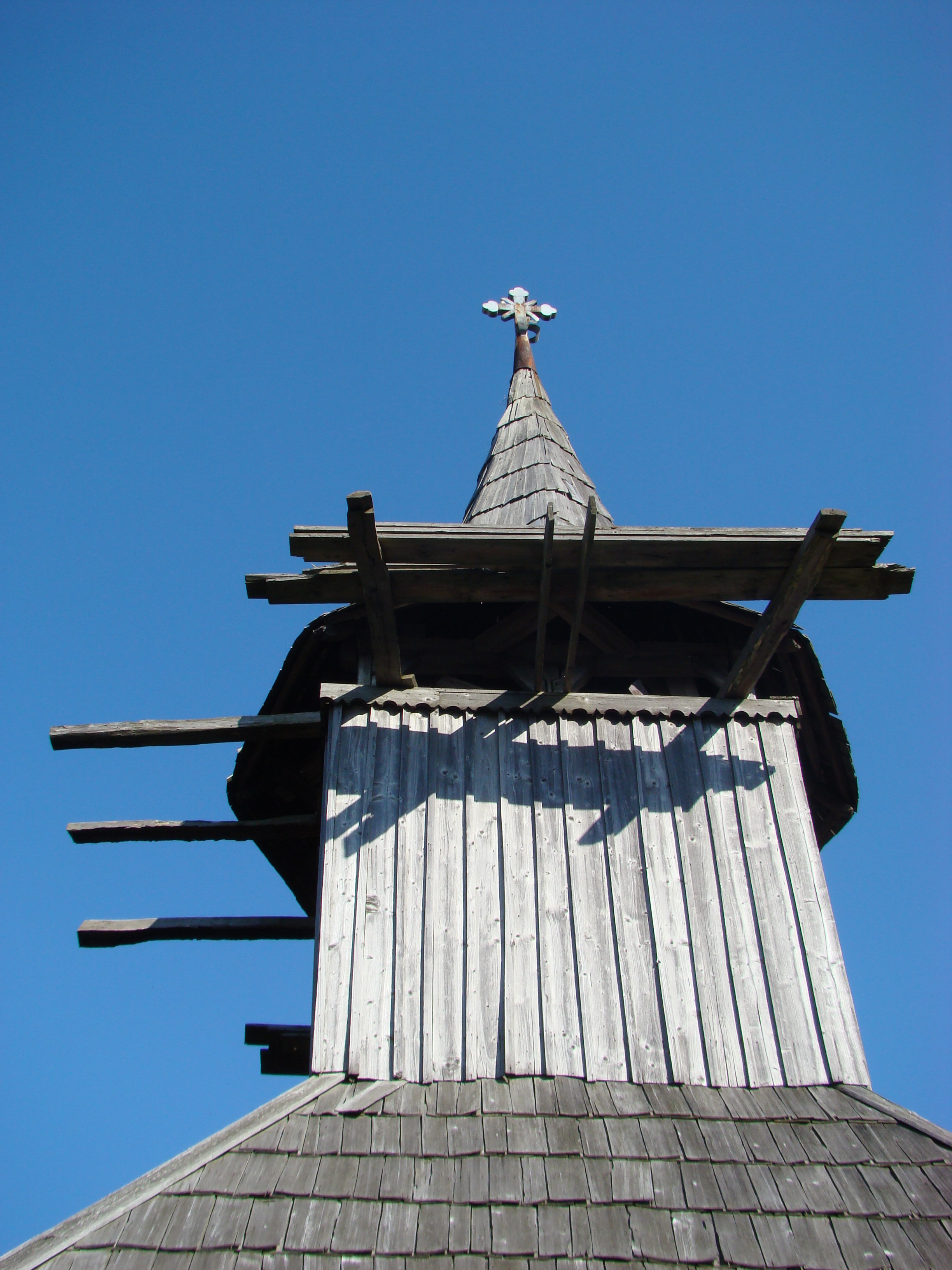
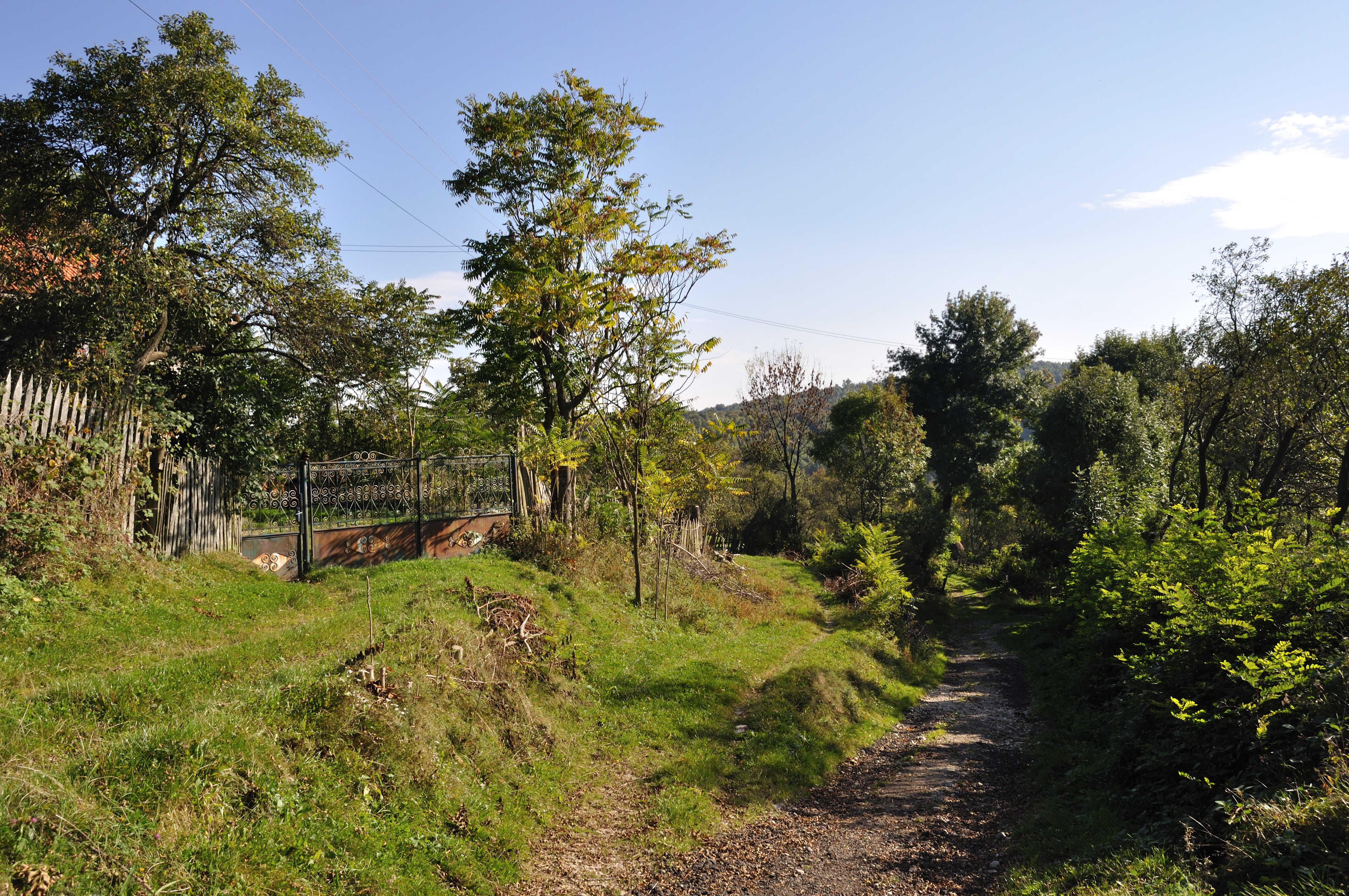

## Imagini din interior

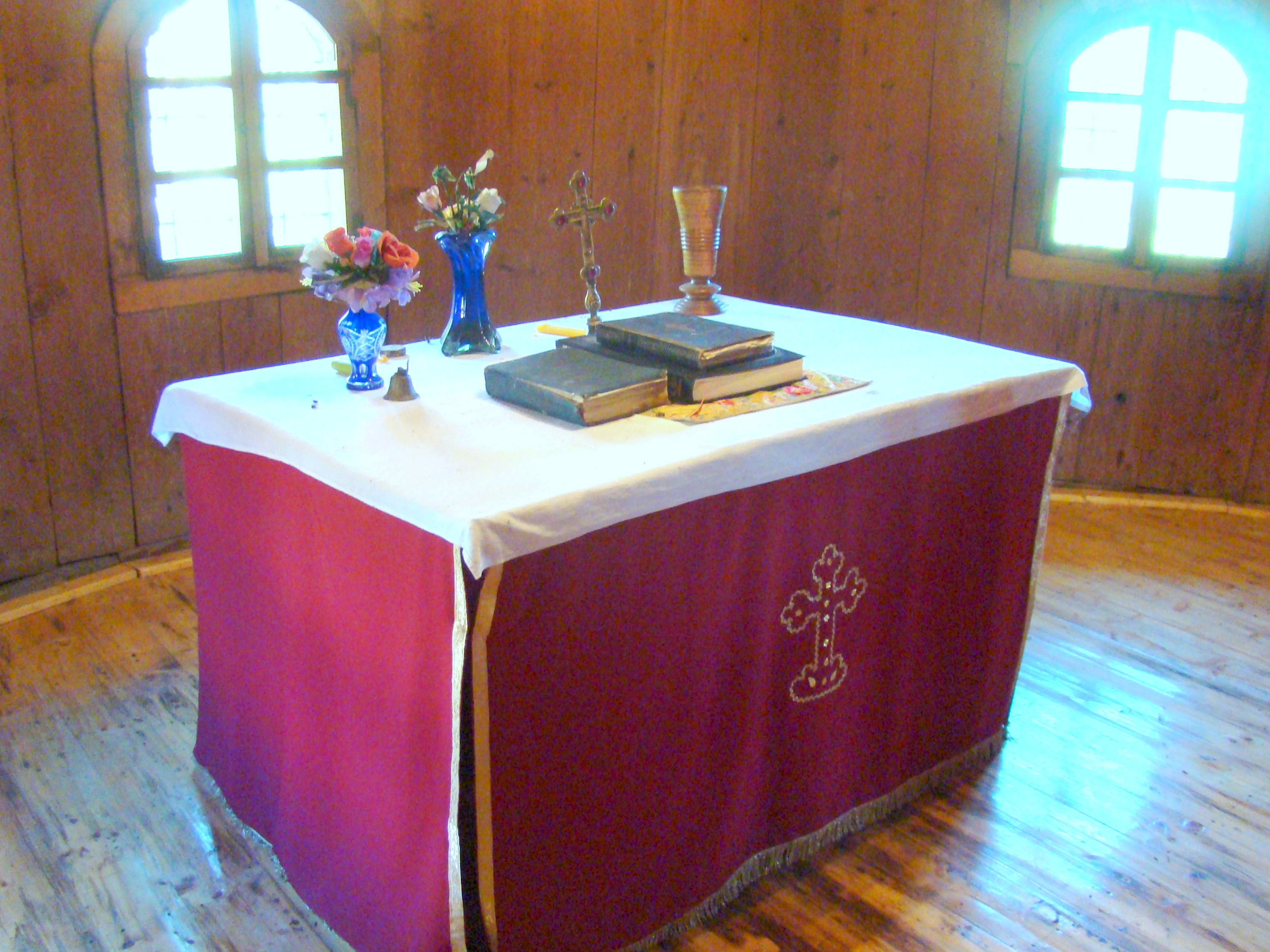
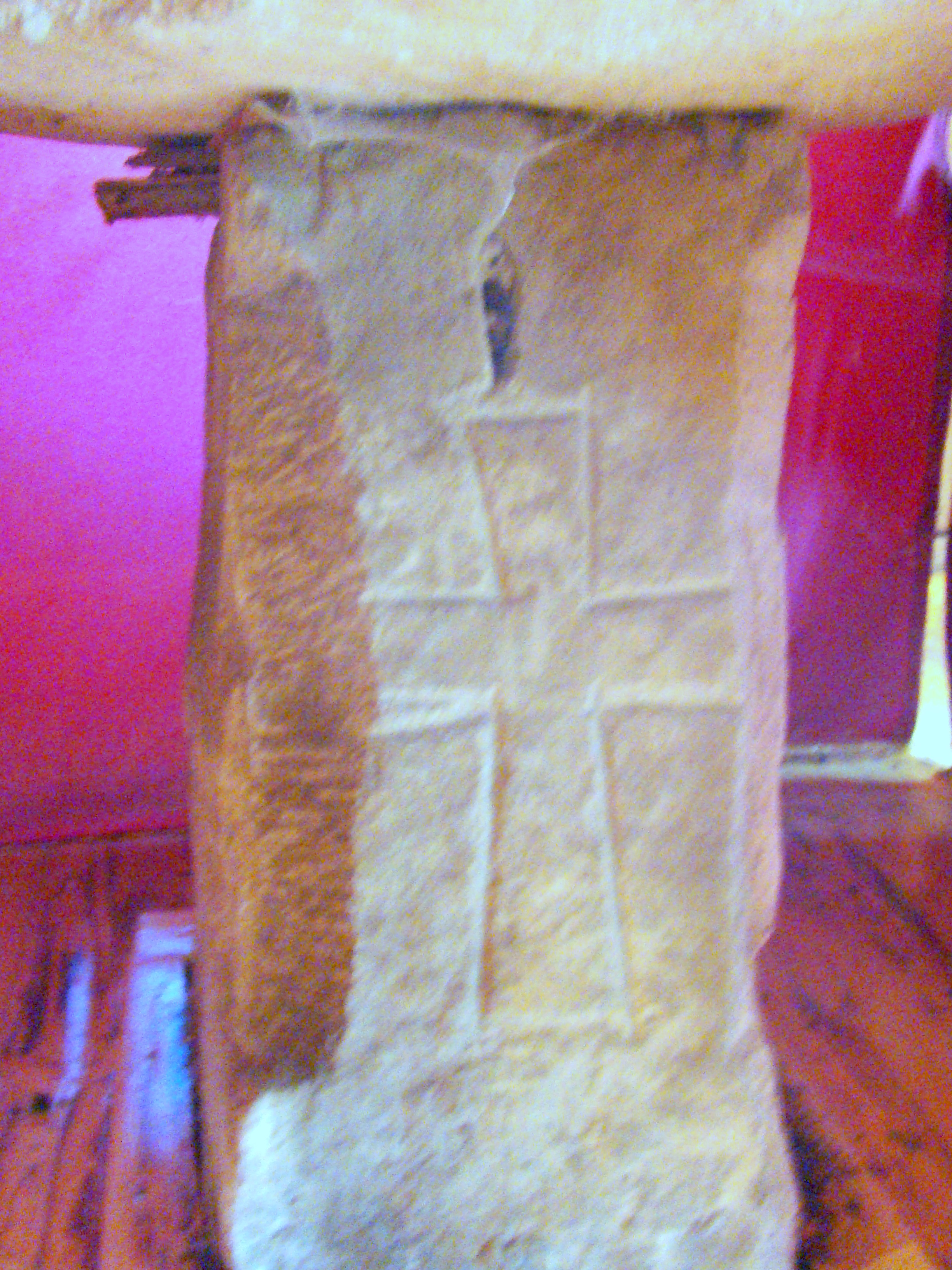
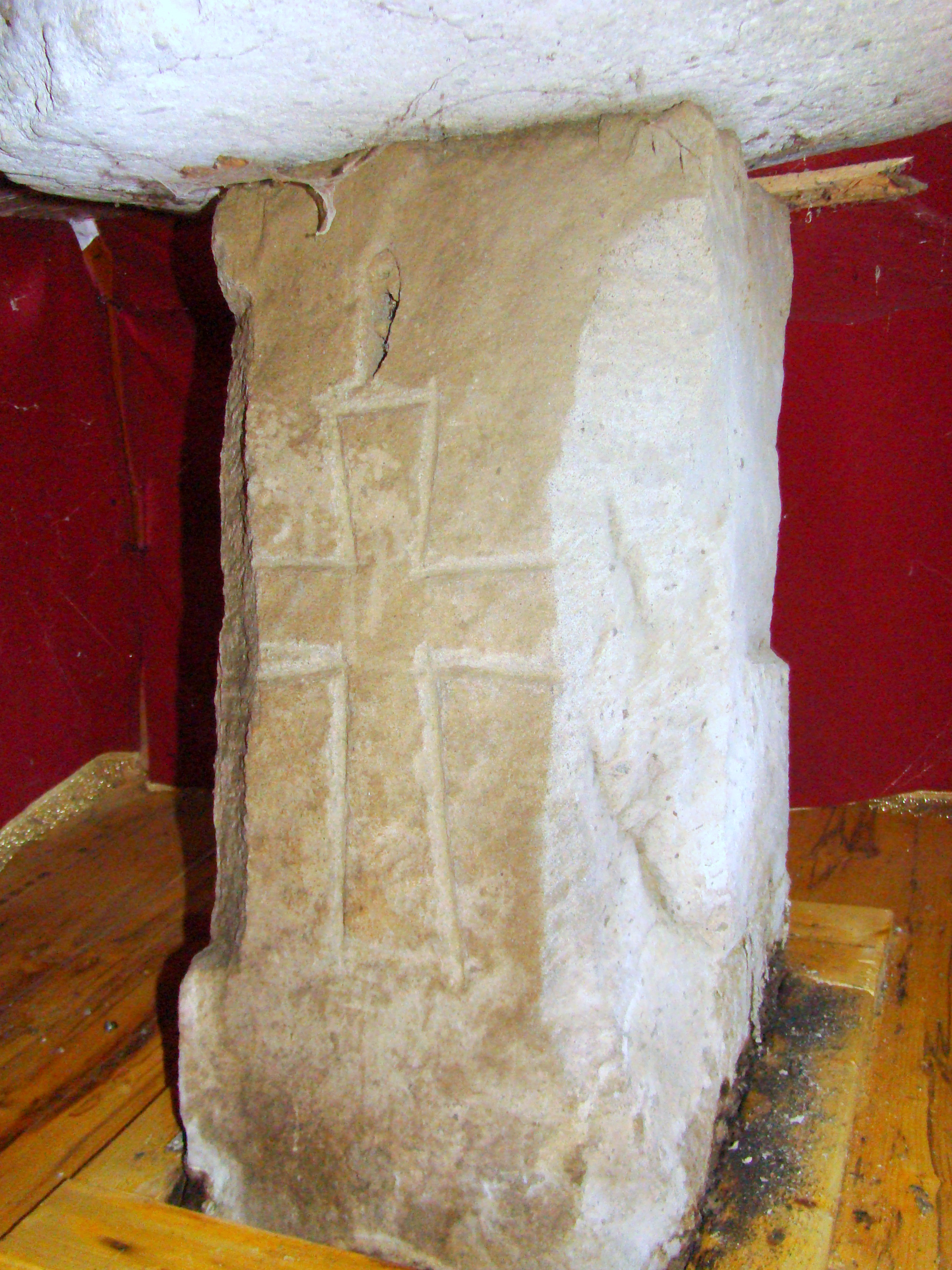
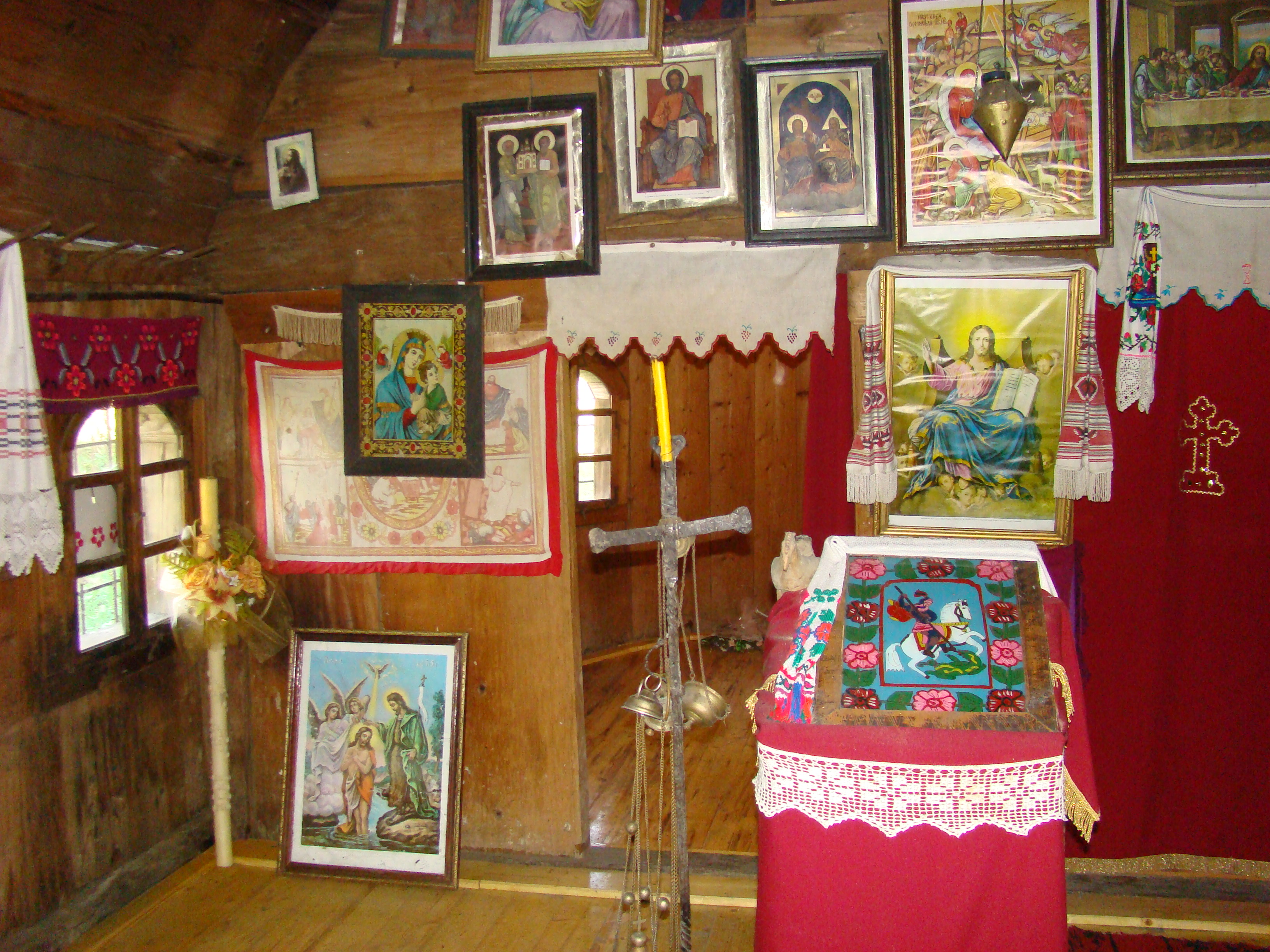
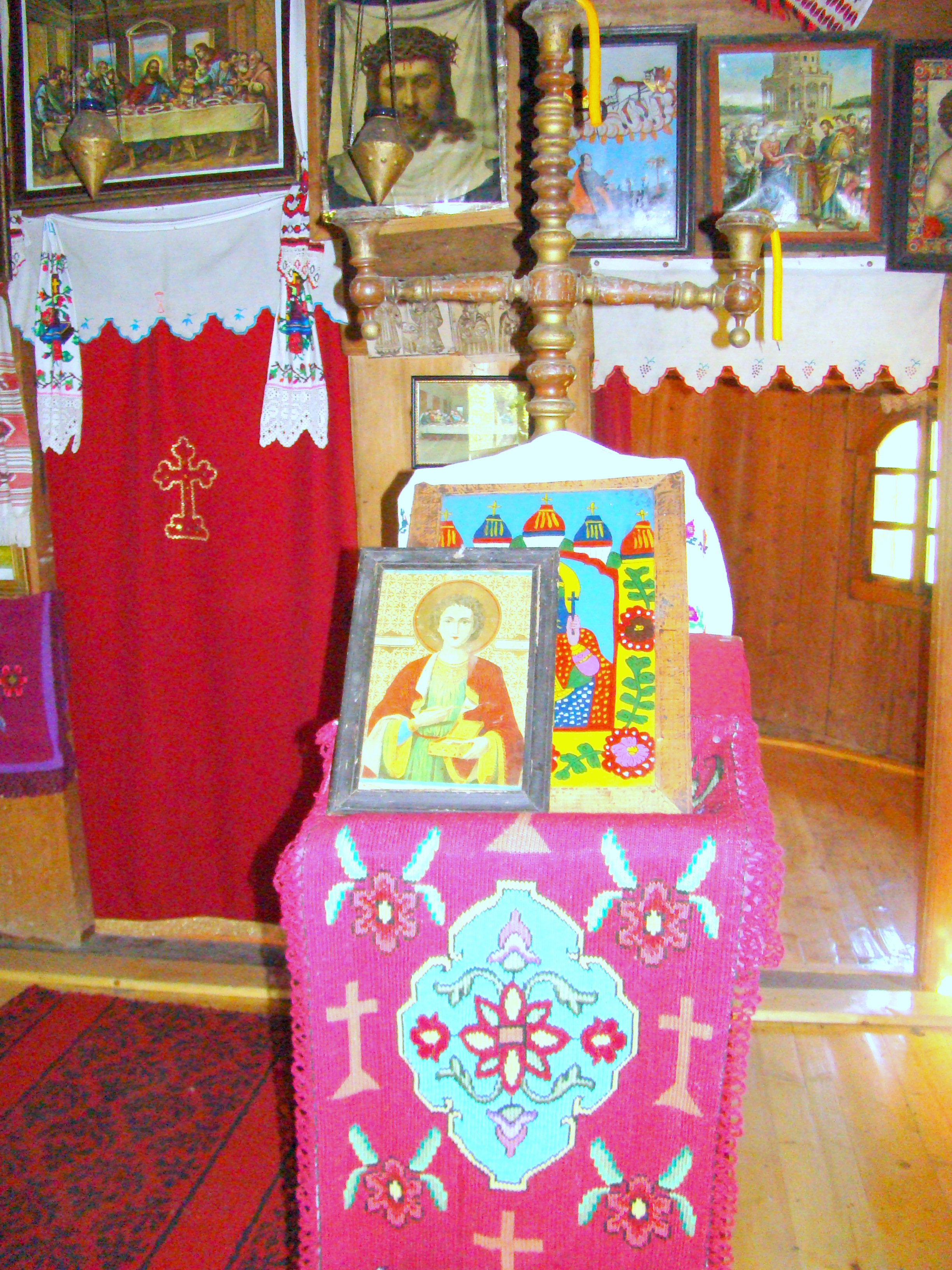
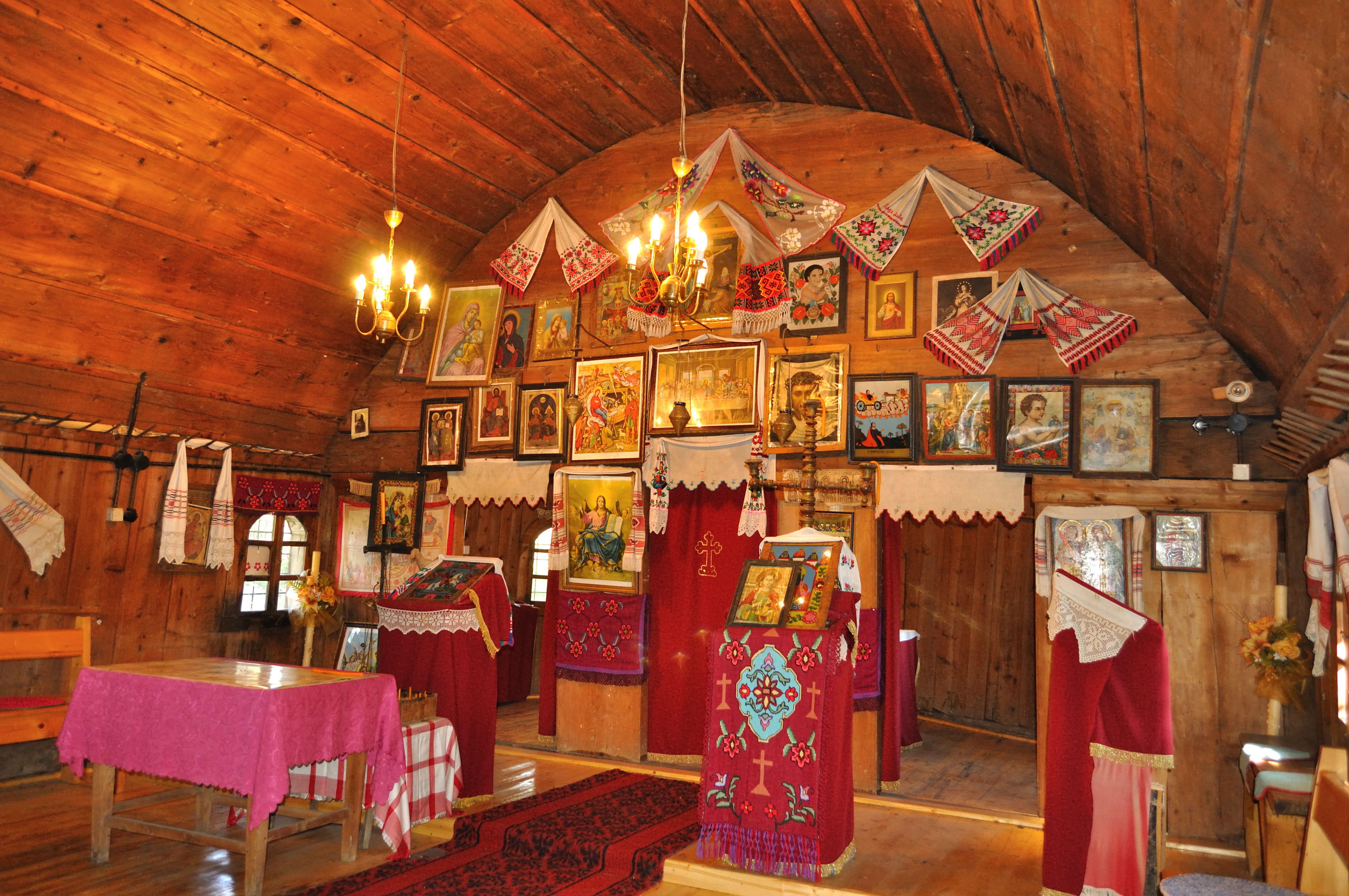
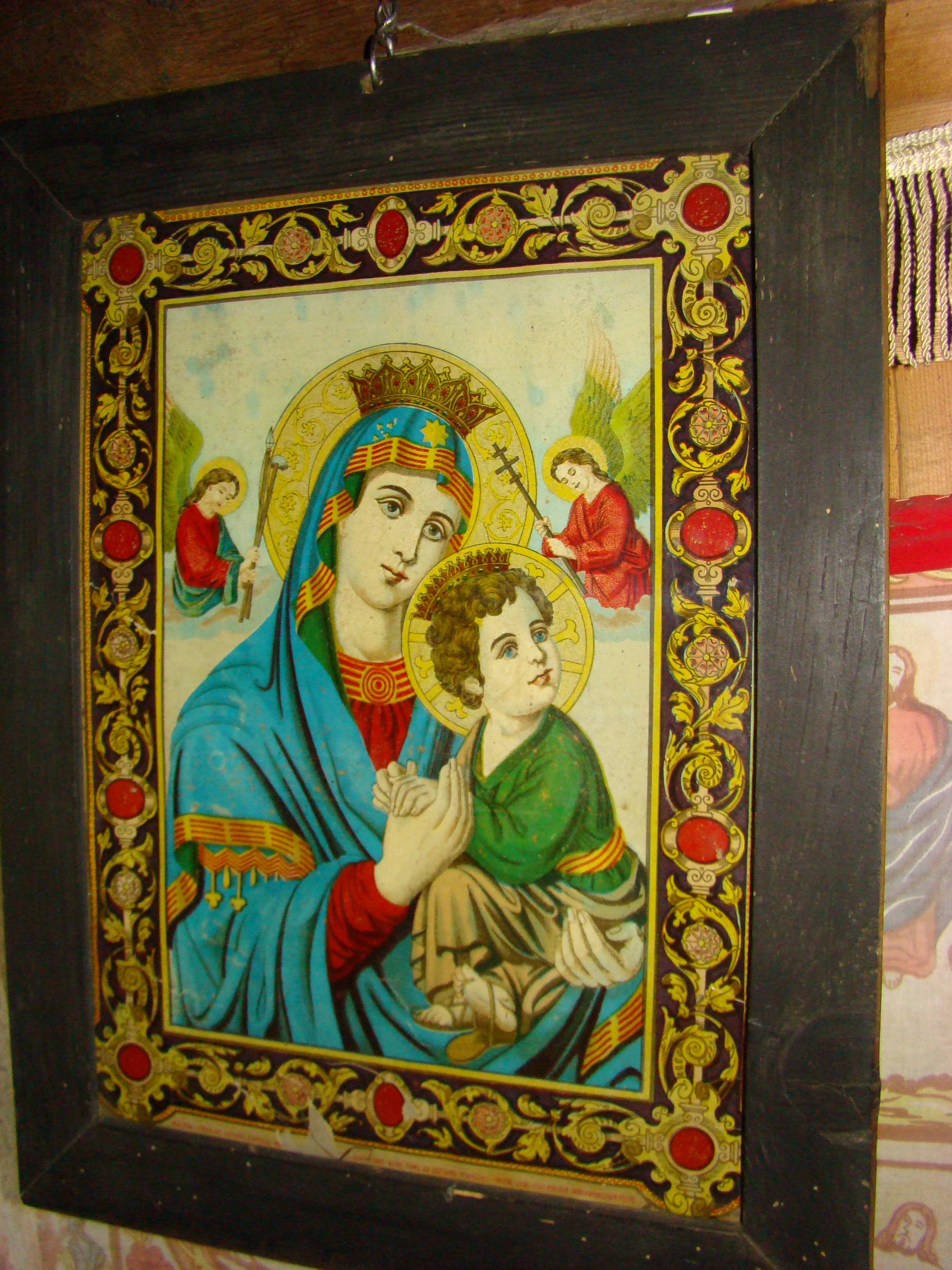
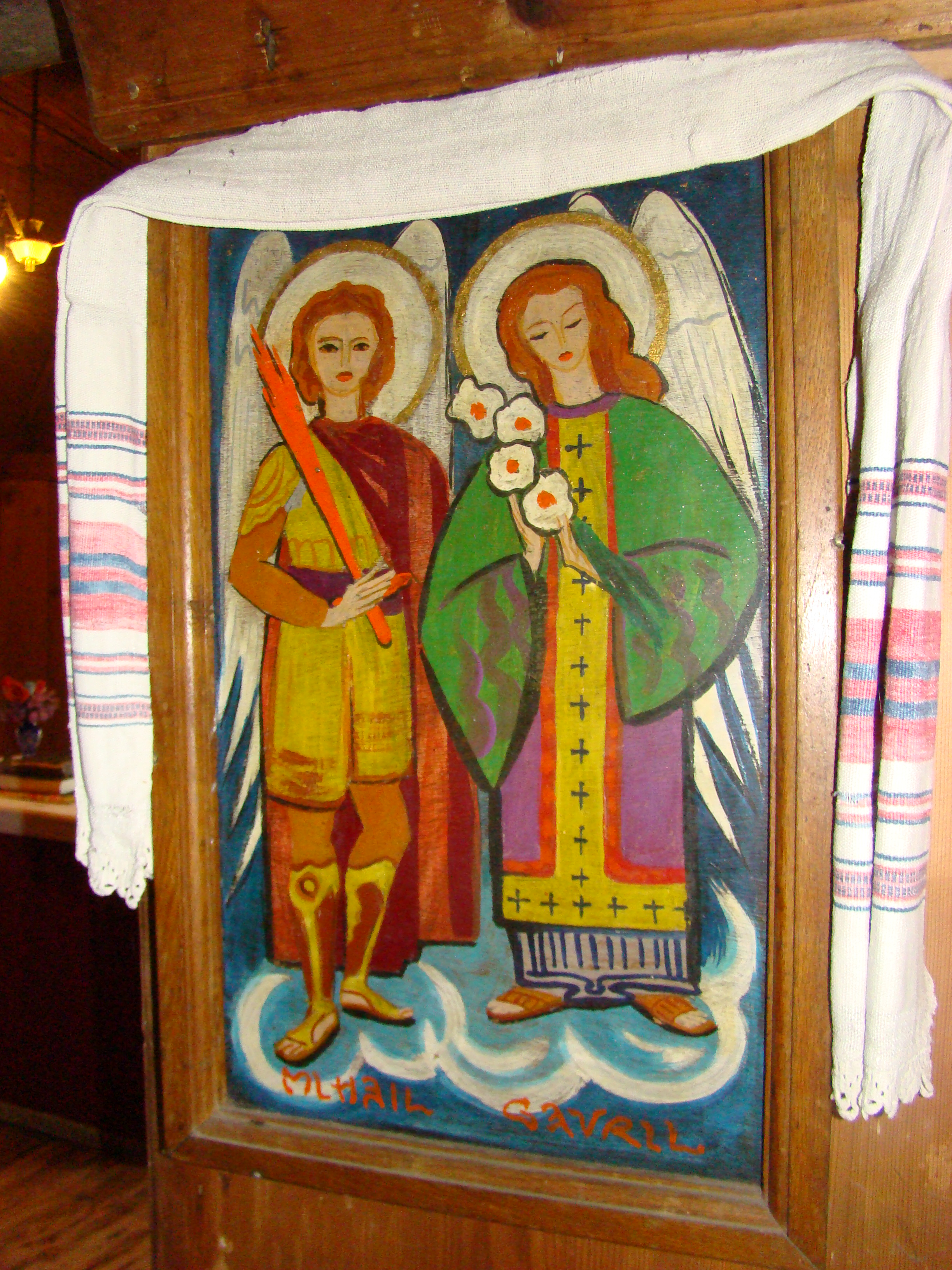
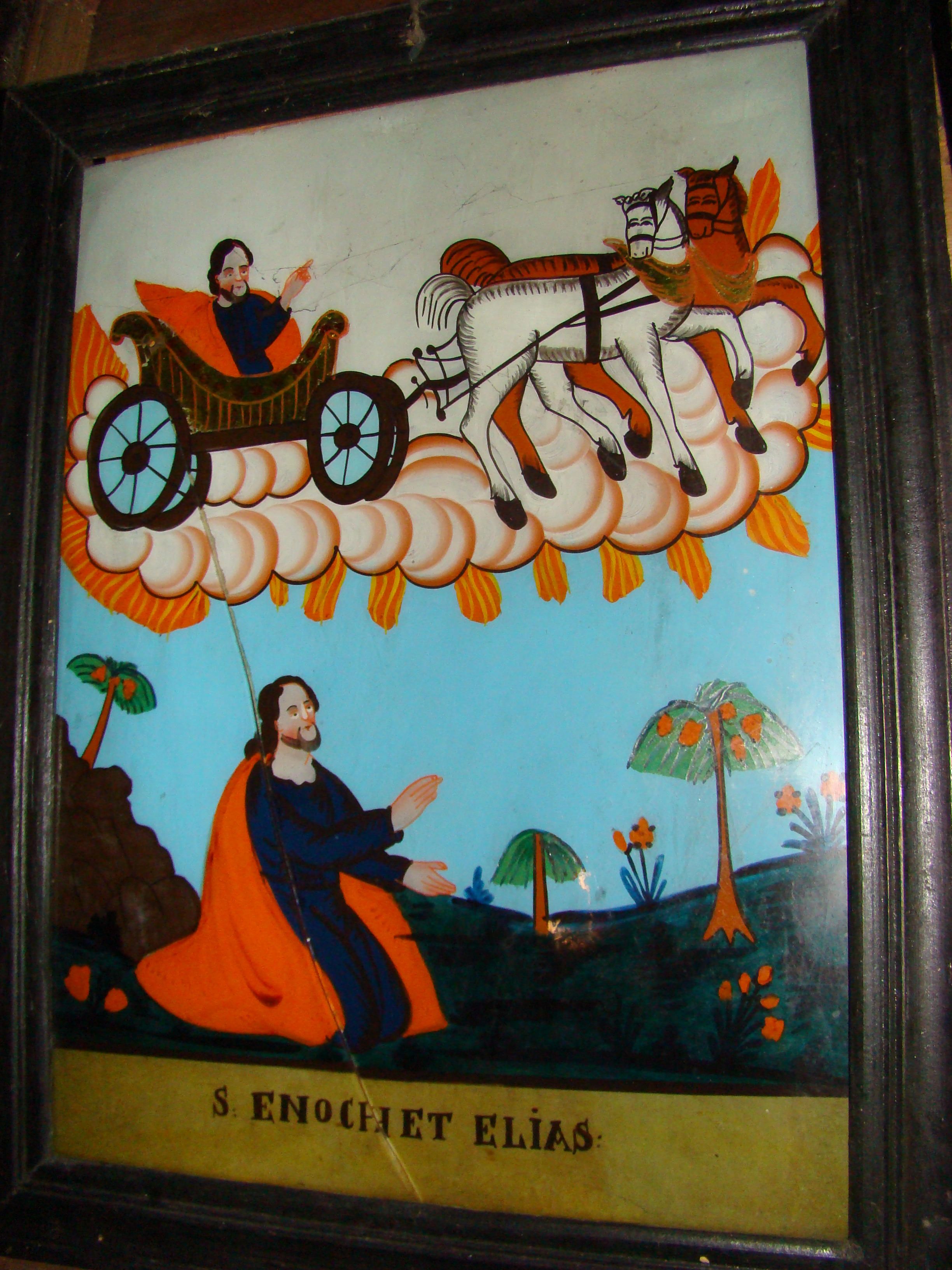
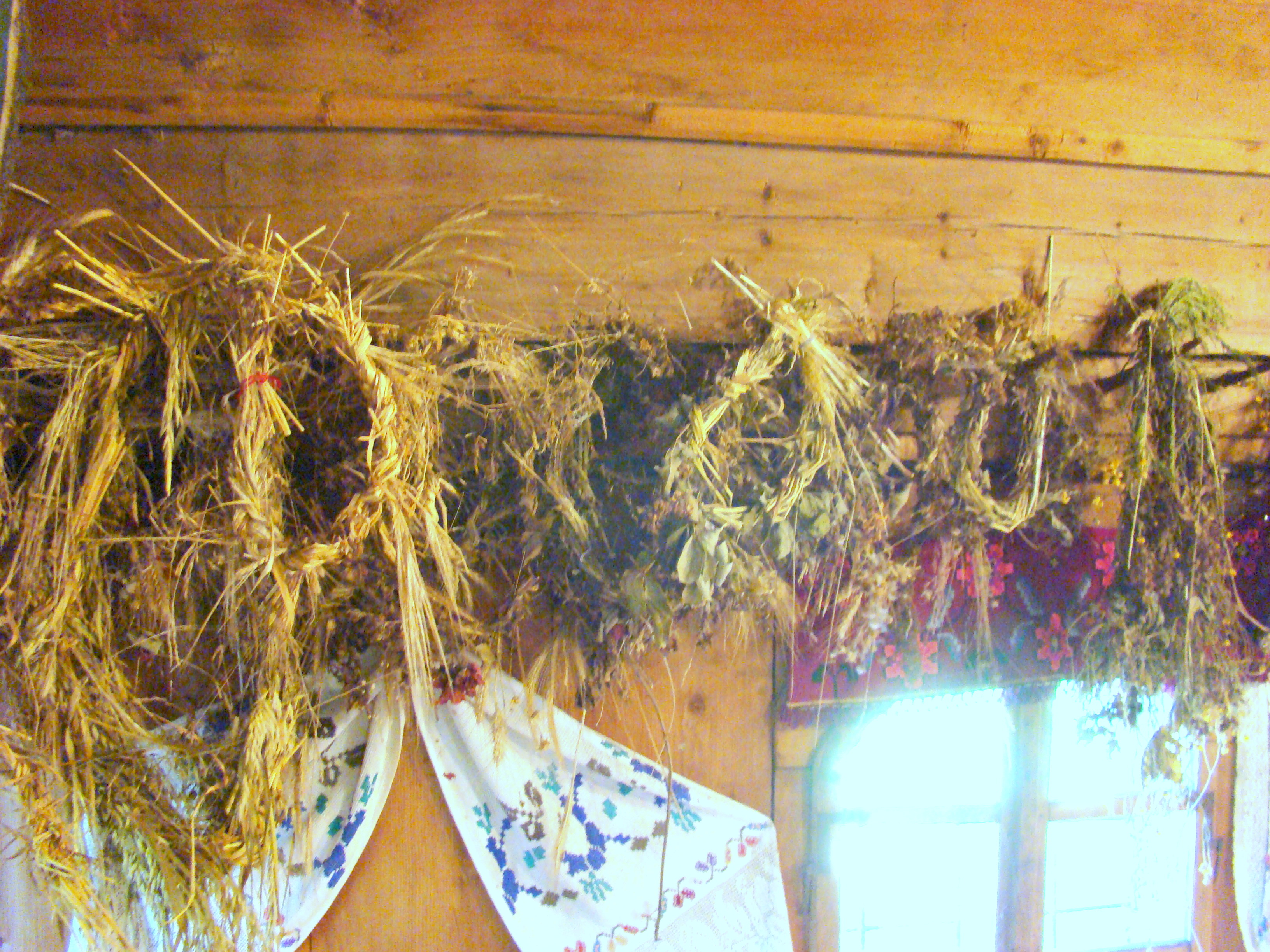
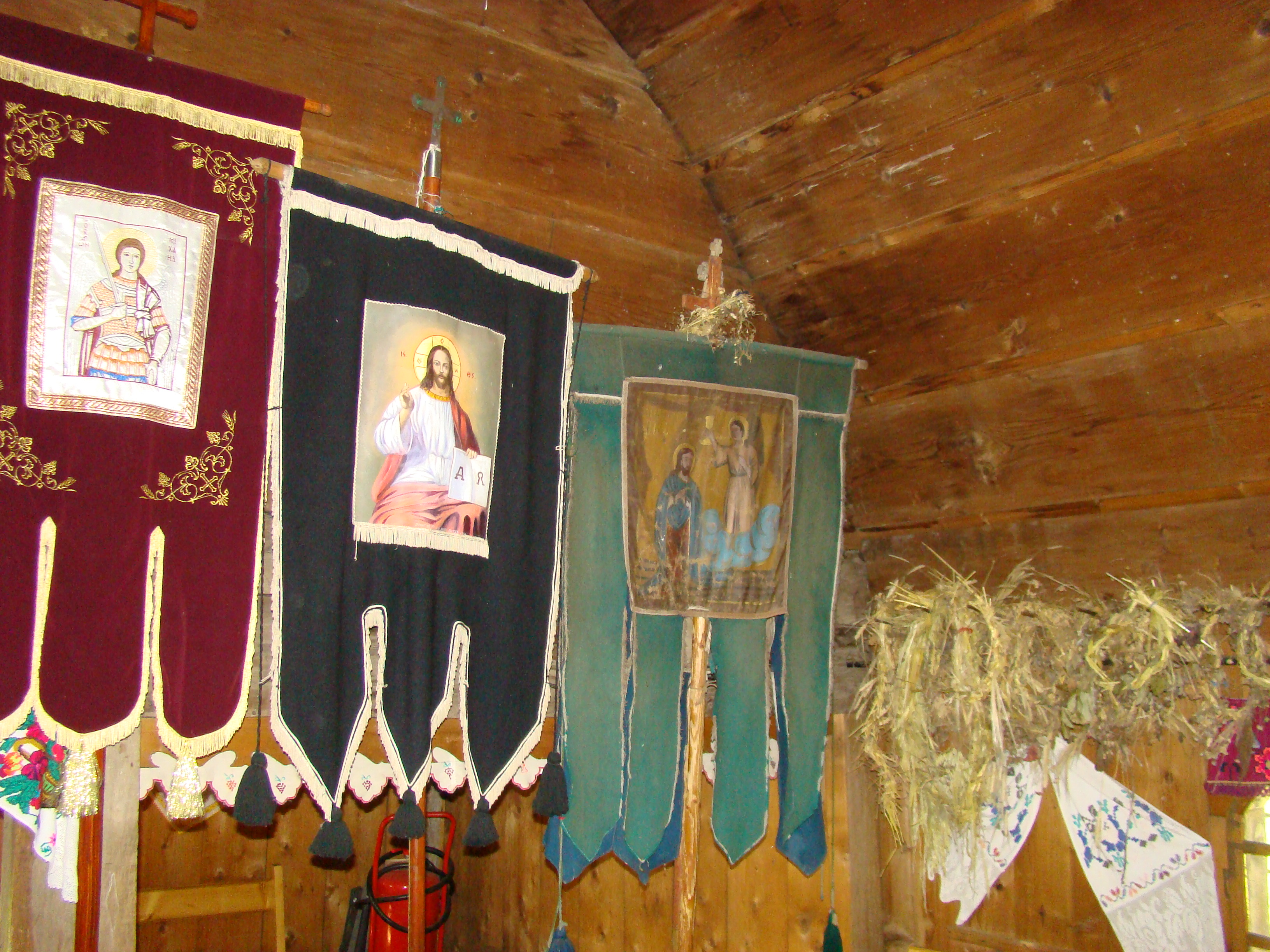
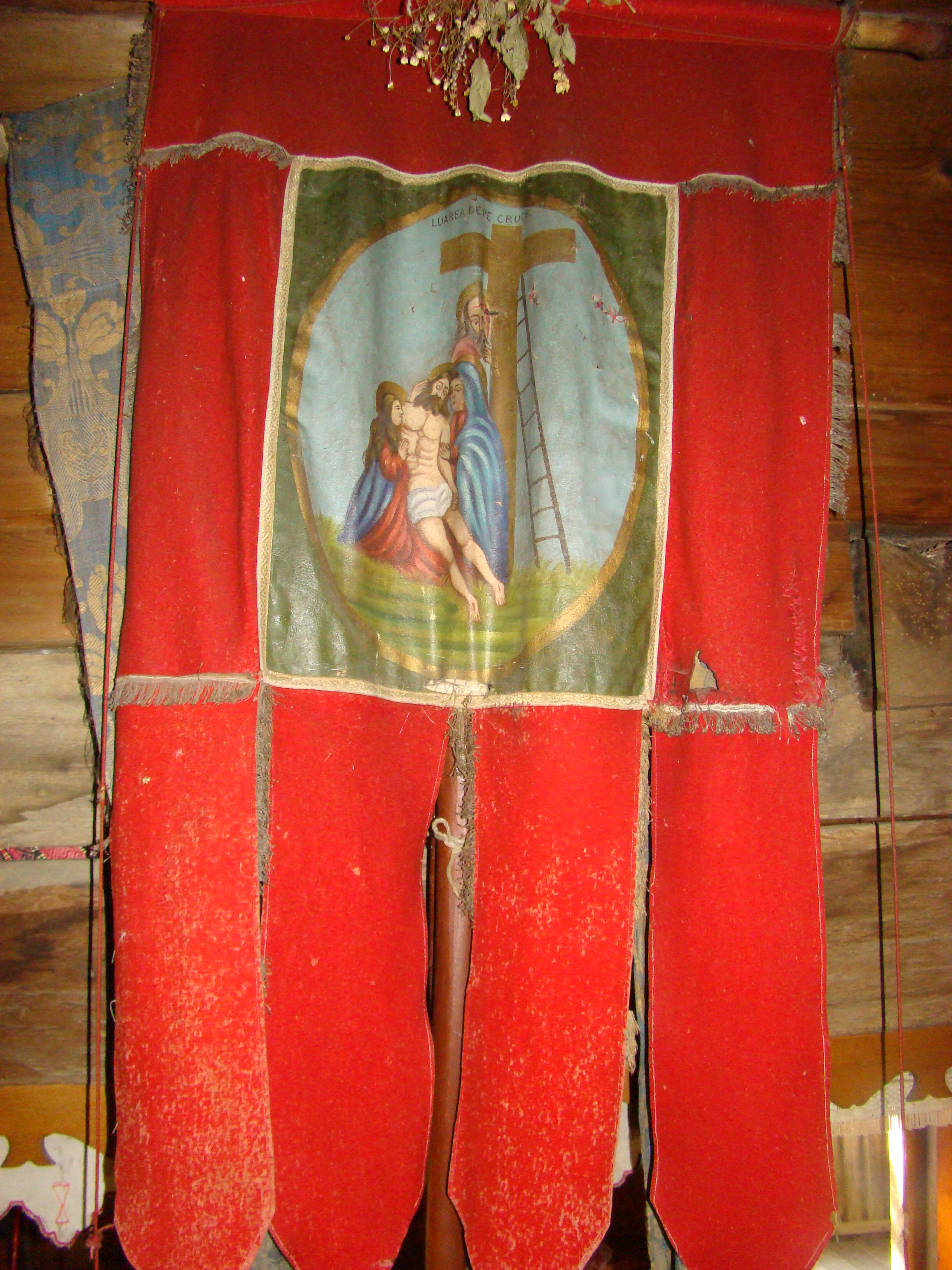
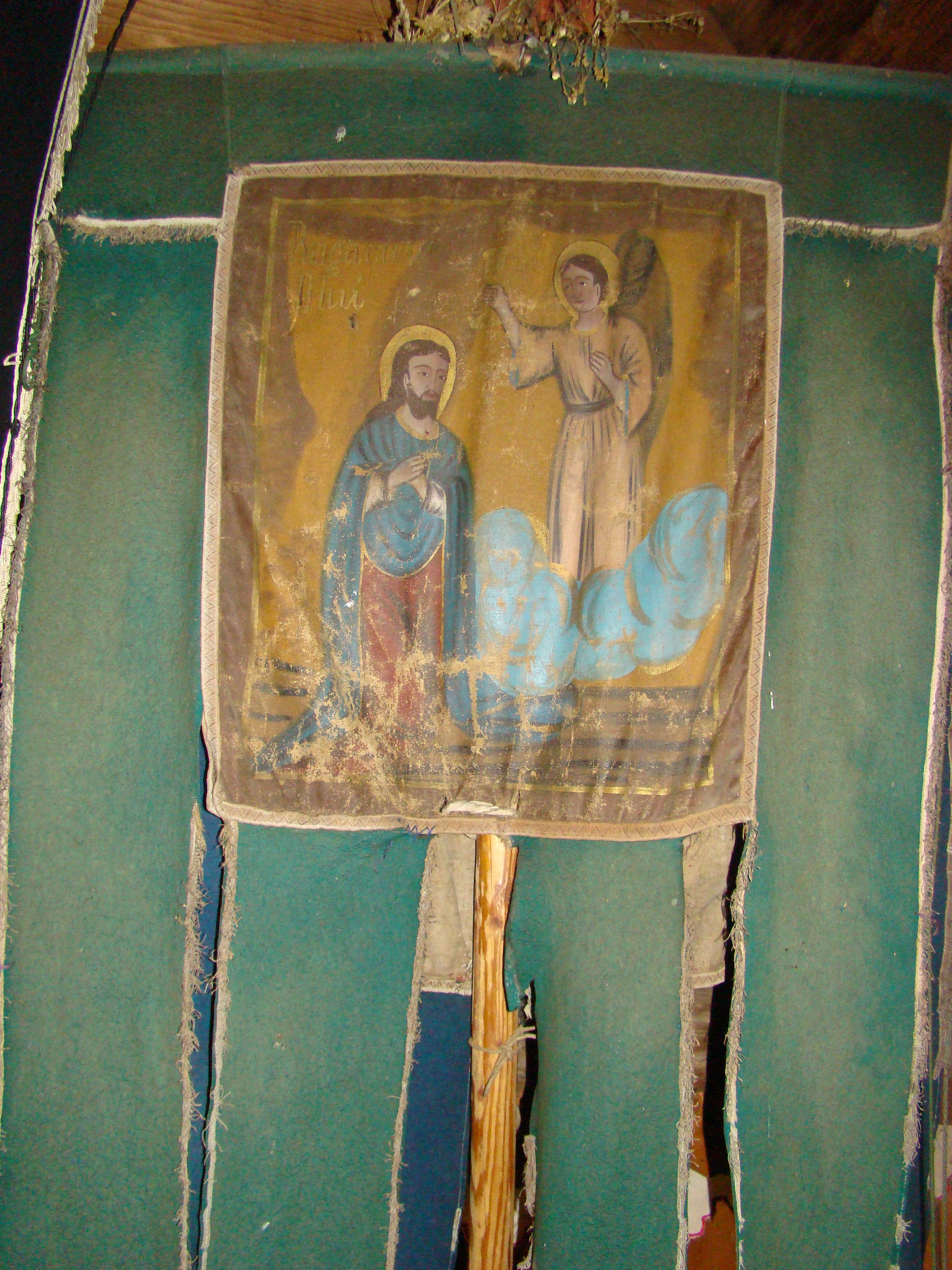
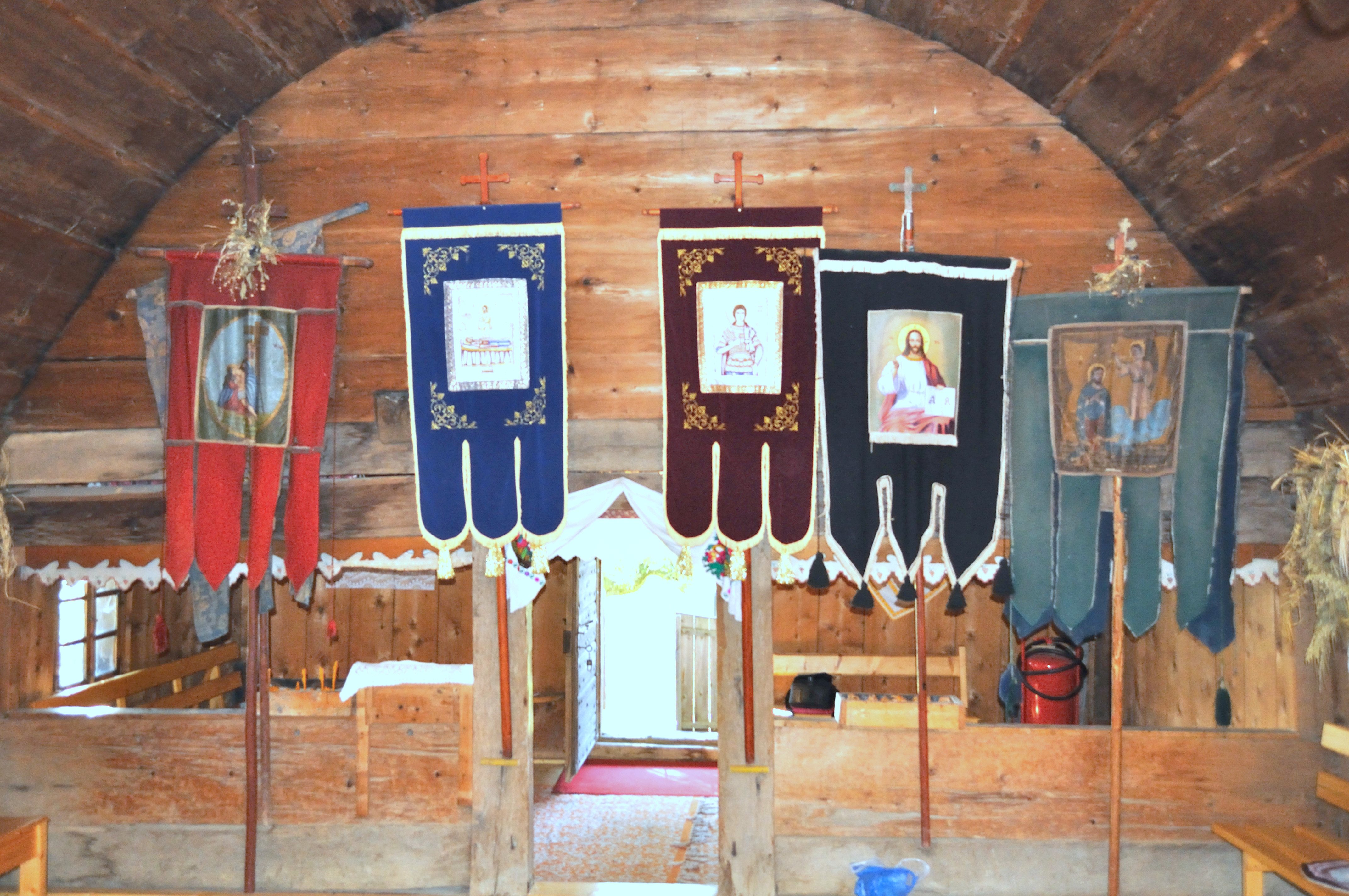
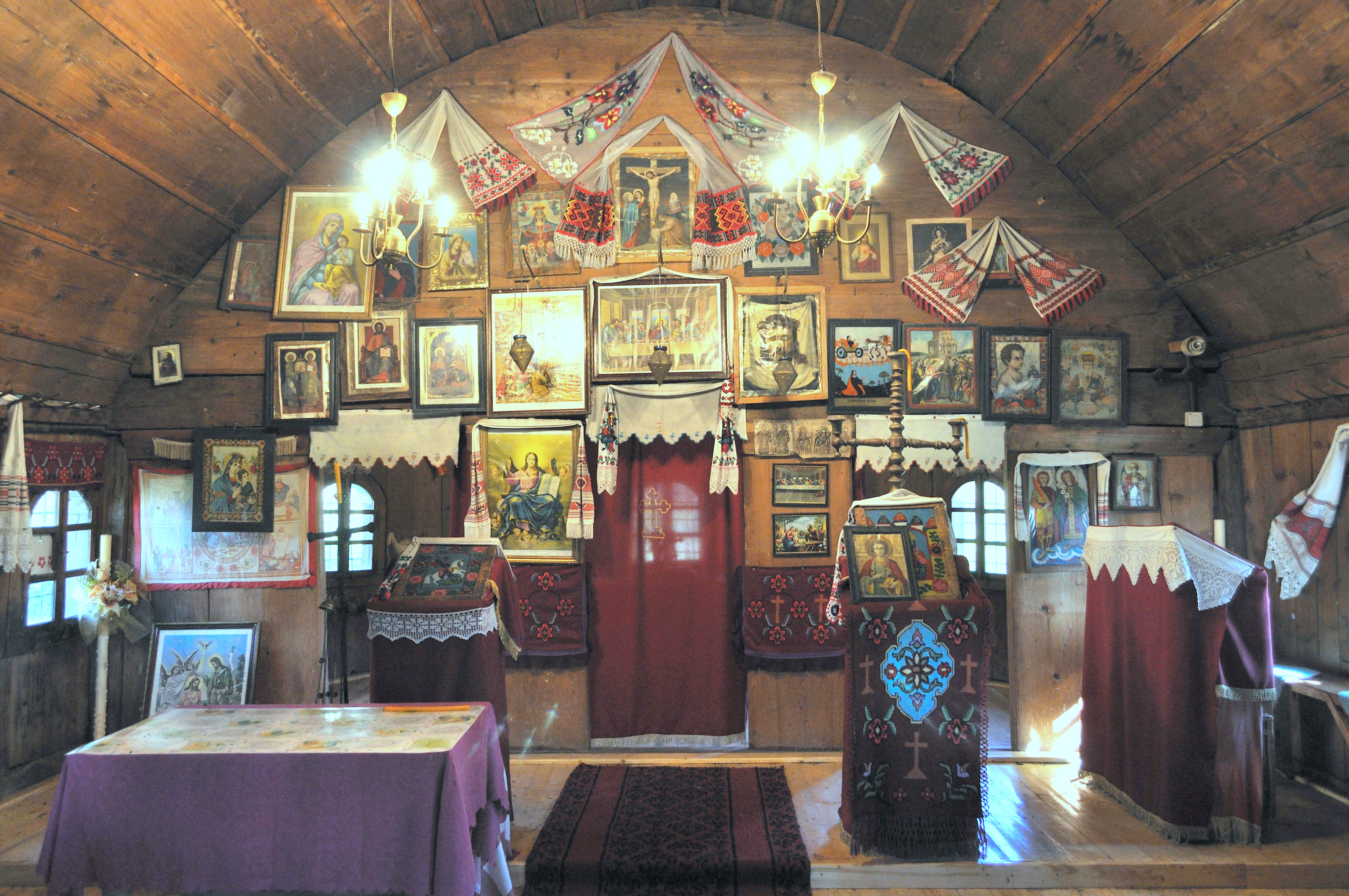